# Keresztes háborúk
A keresztes háborúk a római katolikus egyház és a pápa által szentesített, középkori, nagyarányú hadjáratok voltak a 11. századtól kezdődően. Fő céljuk kezdetben a Szentföld megszerzése volt az iszlám török fennhatóság alól, azonban később több hadjárat  európai vagy afrikai területek ellen irányult, az eretnekek vagy pogányok ellen. Nemzeti jellegű vagy részleges keresztes hadjáratokat is szerveztek, ilyen volt pl. a spanyol reconquista vagy az eretnekeknek megbélyegzett mozgalmak elleni hadjáratok, pl. az albigensek elleni keresztes háború vagy Magyarország déli határainál a bogumilok elleni küzdelem. Keresztes seregeket még a késő középkorban is szerveztek, például a keresztény Magyarországot megtámadó „pogány” törökök ellen, 1456-ban  (→ nándorfehérvári diadal).
A vallási célok mögött a keresztény uralkodókat a hódítás, a zsákmányszerzés vágya is hajtotta, csakúgy mint általában a háborúk esetében. Az itáliai városállamok céljai között ott volt a földközi-tengeri kereskedelem megszabadítása az iszlám konkurenciától. Az egyszerű emberek, jobbágyok azért is választották a hadviselést, mert ezen az úton reménykedtek megszabadulni feudális terheiktől, kiemelkedni a jobbágyi kötöttségekből. A legérdekeltebb a pápaság volt ebben a harcban, mivel szerette volna tovább gyarapítani eszmei, politikai, gazdasági befolyását az ismert világban.
A kifejlődött feudális viszonyok között a római egyház irányította terjeszkedési mozgalom egyfajta sajátos harci ideológiát képviselt, amelyet mint propagandaeszközt a pápák más céljaikra is felhasználtak, így az eretnekek vagy másképp gondolkodók, dogmabeli ellenfelek elleni hadjáratokra.
A keresztes háborúk következtében a Szentföldön kialakult labilis feudális kisállamok belső hatalmi harcok, gyengeségük, de elsősorban a környező muszlim hatalmak nyomása következtében nem tudták  megőrizni területeiket, az európai támogatás pedig legtöbbször zátonyra futott a távolság és a politikai-gazdasági ellentétek miatt.  A keresztes hadjáratok kudarca hosszú távon elősegítette a pápaság politikai hanyatlását.
Az első keresztes háború (1096-99) II. Orbán pápa felhívására szerveződött, és  kezdetben sikeres volt.  Jeruzsálem, Tripolisz, Antiochia és Edessza körül négy állam létrehozásához vezetett, köztük legjelentősebb a Jeruzsálemi Királyság. Ezek együtt (később Ciprust, majd a Konstantinápolyi Latin Császárságot is beleértve) a Latin Keletet alkották, amely ettől kezdve utolsó fellegvárának, Akkónak a muszlimok általi 1291-es visszafoglalásáig a Közel-Kelet történelmének lényeges tényezője volt. Jeruzsálem városa 1187-ig volt a keresztesek tulajdonában. Az Edessza elestével indított második keresztes hadjárat nem hozott konkrét eredményeket, a Jeruzsálem elfoglalása utáni harmadik a frank birtokok fenntartását biztosította a szír-palesztin tengerparton. A negyedik csak Konstantinápolyra vonatkozott, az ötödik az egyiptomi Damiettánál kudarcot vallott, a hatodik inkább II. Frigyes diplomáciai útja volt, és Jeruzsálem ideiglenes visszaadását eredményezte a frankoknak. A IX. (Szent) Lajos által vezetett hetedik Damiettanál újabb katasztrófával végződött, a nyolcadik pedig, amelyet IX. Lajos király tuniszi hadjárata jellemzett, a király halálával végződött. Ezekhez a hagyományos számú keresztes hadjáratokhoz kapcsolhatunk más, kevésbé jelentős keresztes hadjáratokat, például az oszmánok elleni későbbi háborúkat (Nikápoly, Várna stb.). Egyedül a szíriai–palesztínai keresztes hadjáratoknak volt maradandó hatása a közel-keleti muszlim országok történelmére, tekintettel a csaknem két évszázadon át töretlen keleti-frank uralomra, amelyet az első keresztes hadjárat indított el, és az azt követő keresztes hadjáratok tartottak fenn.
Összességében amíg a hadjáratok a keresztény történelemben jelentős eseménynek számítottak, a korabeli muszlim világ egésze szempontjából apróbb határ menti villongások voltak. A széttöredezett, egymással is hadakozó muszlim fejedelmek ütközetei kevéssé indították be a tengerparttól több száz kilométerre fekvő névleg uralkodó abbászida kalifátus hadi gépezetét. 
A keresztes háború kifejezés napjainkban átvitt értelemben is használatos az erkölcstelennek ítélt jelenségekkel szemben szervezett, felülről irányított nagy ideológiai-politikai kampányokra.

A Szentföldre irányuló fő keresztes hadjáratok

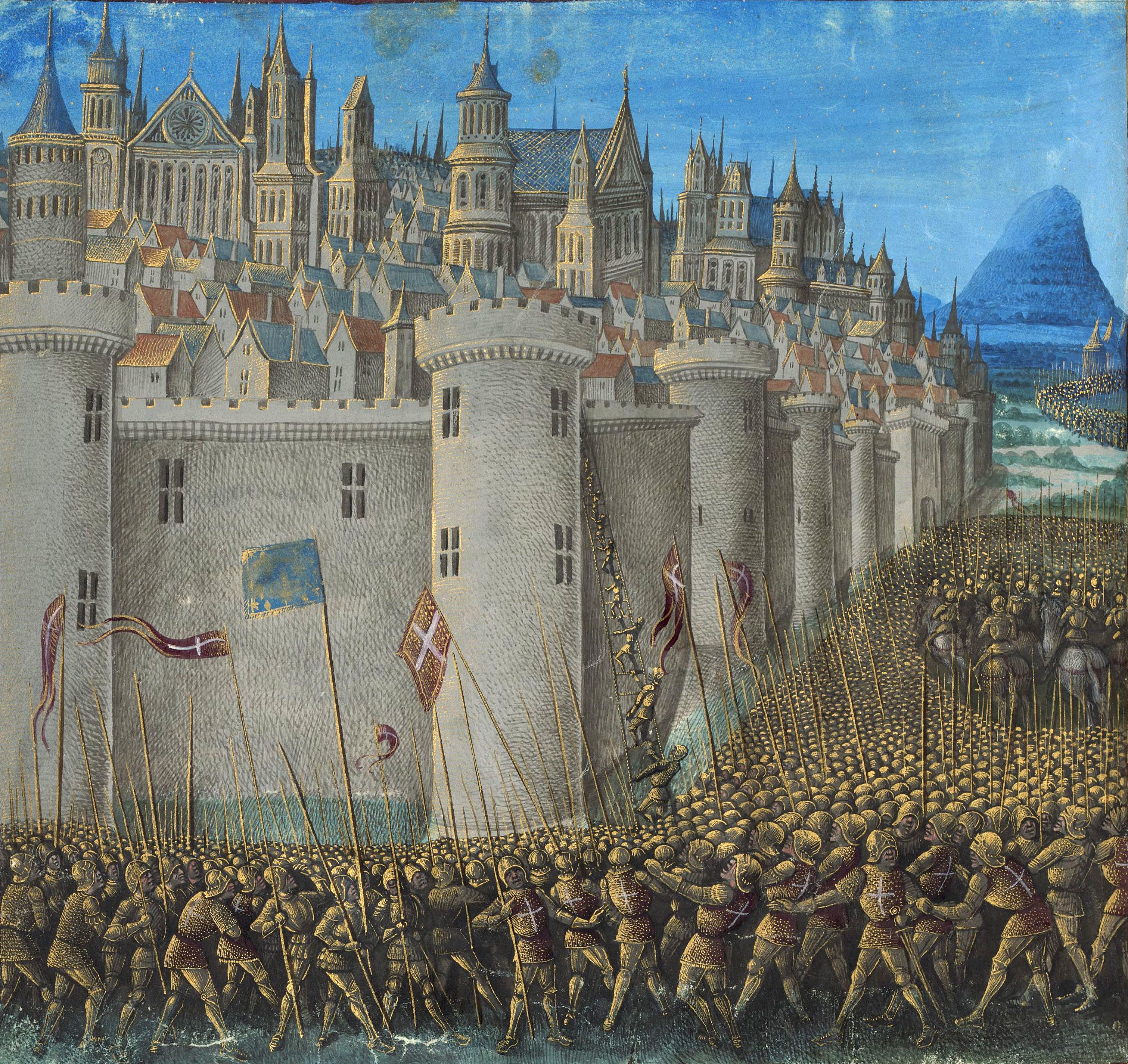
Antiochia ostroma 1097-ben

## Etimológia és szóhasználat
A kortársak a kereszteshadjáratokat sokféle névvel illették, mint pl peregrinatio (zarándoklat), passagium generale (általános áthaladás), iter crucis (a kereszt útja) és negotium Jhesu Christi (Jézus Krisztus megbízása). A korai 13. században tűnik fel a spanyolban és franciában a crozada/cruzada (fölvenni a keresztet) kifejezés.
E hadjáratok résztvevőit hasonlóképpen különféle neveken illették: peregrini (zarándokok), Hierosolymitani ("jeruzsálemiták" – Jeruzsálembe igyekvők), milites Dei (Isten katonái) és más neveken. A kései 12. században lettek általánosak, de nem kizárólagosak a cruesignati (kereszttel megjelöltek) és a cruciferi (kereszthordozók) elnevezések.
Ez elnevezések sokfélesége arra utal, hogy a keresztes hadjáratok sok embernek sokfélét jelentettek, vagyis nem volt egységes narratíva, valamint arra, hogy egyfajta fejlődési folyamat zajlott le a keresztesség fogalmában. Ami bizonyos, hogy a katolikus egyház képviselői és az európaiak szemében egy legitim kereszteshadjárat egy igaz ügyű szent háború volt a kereszténység védelmére  és kiterjesztésére, a pápaság által életre hívva, lett légyen az eretnek, muszlim vagy más pogány.

## ASzent Háborúfogalma és kialakulása

### Kereszténység
Krisztus a hegyi beszédében és egész életében a megbékélés és megbocsátás üzenetét hirdette. Követőinek azt tanította, hogy ne szálljanak szembe a gonosszal, hogy ha arcul ütik őket, tartsák oda a másik arcfelüket is. Azt mondom nektek: Szeressétek ellenségeiteket, és imádkozzatok azokért, akik üldöznek titeket, hogy legyetek mennyei Atyátoknak fiai... Mert ha (csak) azokat szeretitek, akik titeket szeretnek, mi (lesz) a jutalmatok?
A középkori társadalom ellenben közeli ismerősként gondolhatott a háborúra. Európa északi részén az állandóan katonáskodó lovagi osztály az egész társadalmi rendszer alapkövének számított. Az itáliai városállamok ugyancsak gyakran háborúztak – hol egymással, hol a pápával, hol a császárral. A muszlim hódítók pedig hosszú évszázadokra megvetették a lábukat az Ibériai-félszigeten. Így hiába akartak a keresztények békésen és szeretetben élni, nehéz helyzetben voltak.
A középkori keresztényeknek így vagy úgy meg kellett győzniük magukat arról, hogy az általuk vívott háború igazságos háború. Ennek bebizonyítására egész eszmerendszer jött létre.
Az Ószövetségben alapvető a harcos zsidó szellemiség, különösen Kánaán elfoglalásakor, illetve az idegen hódítók elleni küzdelemben. A keresztények önmagukat mint Új Izraelt látták, az ószövetségi ígéretek beteljesülését, Jézus többször beszélt erről vagy utalt erre (behelyettesítő teológia) és Pál apostolnál is hangsúlyosan megjelenik, de egyikőjük sem buzdított harcra a más vallásúak ellen vagy fegyveres háborúra. Az első keresztények életének lényege még Krisztus követése, szeretetre épülő tanításainak gyakorlása volt úgy, hogy azok a lehető leginkább hasonlítsanak Jézus Krisztus cselekedeteire. Hozzá hasonlóan az erőszak kerülésében és az önfeláldozás szellemében éltek.
A nyugati (katolikus) keresztény álláspont az igazságos háború fogalmához két forrásból merített: a zsidó és a görög-római hagyományból.
A görög-római hagyományban Arisztotelész, Livius és Cicero foglalkoztak behatóan e kérdéssel. Tanaikat a keresztény tanítással a korai egyházatya, Szent Ágoston hozta összhangba, aki a rend helyreállítása ill. elveszített vagyon visszaszerzése esetében tartotta elfogadhatónak az erőszakos megoldást. Az igazságos háborúnak négy feltételt kellett kielégítenie:
1. Igaz ügy, melynek része a múltbéli és jelenbéli agresszióra adott válasz;
2. Törvényes hatóság általi kihirdetés;
3. Tulajdon védelme ill. elveszített tulajdon visszaszerzése;
4. Tiszta szándék avagy helyes indíték.

Szent Ágoston arra jutott, hogy ha valakinek elveszik a birtokát vagy a vagyonát, joga van visszaszerezni, de ettől még nincs joga területszerző háborút folytatni. A fennálló rendet kell tehát megóvni, még akkor is, ha ehhez erőszakot kell alkalmazni. Hozzátette, hogy a háború végső eszközként vehető igénybe, illetve hogy a csapásnak egyenes arányban kell lennie a fenyegetéssel.
A 11. században a háború új jelentéssel gazdagodott. Szent háború esetén ugyanis az Úr határozott utasítására folyik a küzdelem, hogy népe visszaszerezhesse a keresztény fennhatóságot a szent földje felett. Ezt a háborút nemcsak hogy igazságosnak, de bűnbánó gyakorlatnak is tekintették, és aki részt vett benne, annak az egyház tanítása alapján minden megvallott bűne bocsánatot nyert, mi több, a hadakozással Istennek tetsző cselekedetet hajtott végre. Az ilyen háborúban való részvétel valódi alternatívája volt a szerzetesi életformának. Ez a felfogás oly sok követőt szerzett magának, hogy a hitvédőknek a 12. század második felétől ellenpropagandát kellett kifejteniük, ha nem akarták, hogy a katonáskodást mindenki lelki tevékenységnek fogja fel. Fel kellett hívni a figyelmet arra, hogy a keresztes hadjáratok nem hasonlíthatók össze a többivel, vagyis nem lehet minden háborúskodást egy kalap alá venni.
A hadba vonuló keresztesek személye és vagyona sérthetetlen volt, az „Istenbéke” (Treuga Dei) védelme alatt álltak és teljes búcsút nyertek.

### Iszlám
A muszlim irodalom hasonló szellemben beszélt a dzsihádnak nevezett „szent háborúról”. A vallási türelmetlenségben a keresztények voltak a muszlimok tanítómesterei. A Korán a „bálványimádóknak” csak az iszlám tanok felvétele vagy a halál között enged választást, az „Írás birtokosai” (zsidók és keresztények) ellen azonban csak addig viselt hadat, amíg azok nem voltak hajlandók adófizetésre kötelezni magukat. Edessza eleste után (ez volt az első állam, amely az I. keresztes hadjárat után visszakerült a muszlimok ellenőrzése alá) az iszlám követői mind gyakrabban gondolták úgy, hogy nekik kell felvenni a harcot a többistenhívőnek tekintett keresztények ellen. Mohamed követői idővel Jeruzsálemet is vissza akarták foglalni a „kereszt imádóitól”, részben azért, hogy a gyaurok ne birtokolhassák az ottani mecsetet. Az ennek nyomán támadt muszlim-keresztény szembenállás azonban a fejekben sokkal nagyobb zavart okozott, mint a csatatereken.
Az iszlámnak kezdettől fogva – erős voluntarizmusa miatt – szerves része volt a hit terjesztése, mely a klasszikus iszlám jogban a hitetlenek elleni fegyveres harcot is jelenti.   Egyik életrajzírója idézi Mohamedet: "a paradicsom kapui a kard árnyékában találhatóak".
Az iszlám alapján aki Allah (Isten) akaratának aláveti magát, egyedülálló közösség tagja lesz (umma), ahol mindenki egyenlő. Ez élesen két félre osztja a világot: kik e közösségben élnek, az iszlám házában élnek (dar-el-Iszlám), kik e közösségen kívül élnek, a háború házában élnek (dar-el-Harb). A neves XIV. századi tudós, Ibn Khaldún szerint a dzsihád a muszlim közösség vallásos kötelessége, melyet úgy ér el hogy a kalifátus (spirituális) és királyi (kormányzati és katonai) hatalom egy kézben egyesül, lehetővé téve a vezetőnek, hogy mindkettő irányában erőt tudjon kifejteni.

#### A könyv népei
Az iszlám szerint a zsidók és keresztények Ahl-al-Kitab, „a könyv népei”: az igaz Istent tisztelték, de Mohamed tanait nem fogadták el. Muszlim nézőpontból félre voltak vezetve, de nem voltak pogányok. Fejadó (dzsizja) fizetése fejében a dhimmi jogi státuszt (nem-muszlim alattvaló) kapták meg, mely egy alávetett státusz volt, és számos jelentős megkötéssel járt. Ha azonban aktívan üldözték vagy hátráltatták az Iszlám előretörését (pl. fegyverrel védekeztek a muszlim hódítás ellen), ők is a dzsihád jogos célpontjai lettek. A Korán tartalmaz olyan szúrákat, melyek a könyv népei ellen szólnak. A Szahíh Bukhari szerint Mohamed levelet küldött Herakleiosz bizánci császárnak, melyben az iszlám fölvételére szólította fel, ellenkező esetben Allah megbünteti őt és népét. A Korán szerint a könyv népeinek áttérés nélkül mindenhol, az egész világon az a sorsuk és feladatuk, hogy az iszlám fejadó-fizető alattvalói (dhimmi) legyenek.

## Előzmények

### Politikai és vallási helyzet a középkorban
A középkori világot az erős vallásos hit jellemezte. Európában a kereszténység volt a fő vallás, míg Délnyugat-Ázsiában, Észak-Afrikában és az Ibériai-félszigeten egyre inkább az iszlám terjedt el. A keresztények Mohamedben gyakran az Antikrisztust, a muszlimokban a követőit látták.
Az európai államügyek alá voltak vetve a keresztény egyháznak, a részletekre kiterjedően tőle függtek, olyannyira, hogy az ideológiai befolyás még a hadviselésre is a legerősebben kiterjedt.
A nyugati keresztény világ nézeteiben és hitterjesztésében már az iszlám megjelenése előtt hasonló elvek alakultak ki, mint később magában az iszlámban.
I. Gergely pápa a pogányok közti erőszakos térítést, és a „leigázni, hogy kereszteljünk” elvét vallotta. A pápaság az ezredforduló után, az invesztitúraharc sikeres megvívása következtében befolyásos "nagyhatalom" lett, ezzel párhuzamosan hadviselő is, és a korábbi elveket nem feladva, a katolicizmus ellenségeit egyszerűen kiközösítették, eretneknek, illetve pogánynak nyilvánították, így már lehetett háborút viselni ellenük.

Korai muszlim hódítások a kalifátus idején.
Hódítások Mohamed alatt, 622–632
Hódítások a Rásidún kalifátus alatt, 632–661
Hódítás az Omajjád kalifátus alatt, 661–750

A keresztes háborúk védekező és egyben hódító hadjáratok voltak, egyik fő céljuk a Szentföld visszaszerzésén túl a katolikus kereszténység kiterjesztése, a keresztény világbirodalom (Res publica Christiana) létrehozása volt, a pápa vezetése alatt.

#### Az iszlám terjedése
Az iszlám egyik pillére a dzsihád, a klasszikus jogban a szent háború, amelyet a hit védelmében kell vívni, de nem feltétlen jelenti a hit erőszakos terjesztését. Maga Mohamed élete utolsó kilenc évében 86 fegyveres hadjáratot szervezett, ebből 27-et maga vezetett, 59-re pedig megbízást adott. Mohamed halála után utódai, a kalifák folytatták a hódítást. A 632 (Mohamed halála) és 732 közötti száz évben a kereszténység elveszítette Egyiptomot, Palesztinát, Szíriát, Anatólia nagyobb részét, Észak-Afrikát, az Ibériai-félszigetet és a dél-francia területeket. Az keresztényeket már Mohamed halála után pár évvel teljesen kiűzték az Arab-félszigetről. A perzsa keresztények (akik részben nesztoriánusok voltak) kemény nyomás alá kerültek. A hajdani keresztény világ kétharmada muszlim uralom alá került.

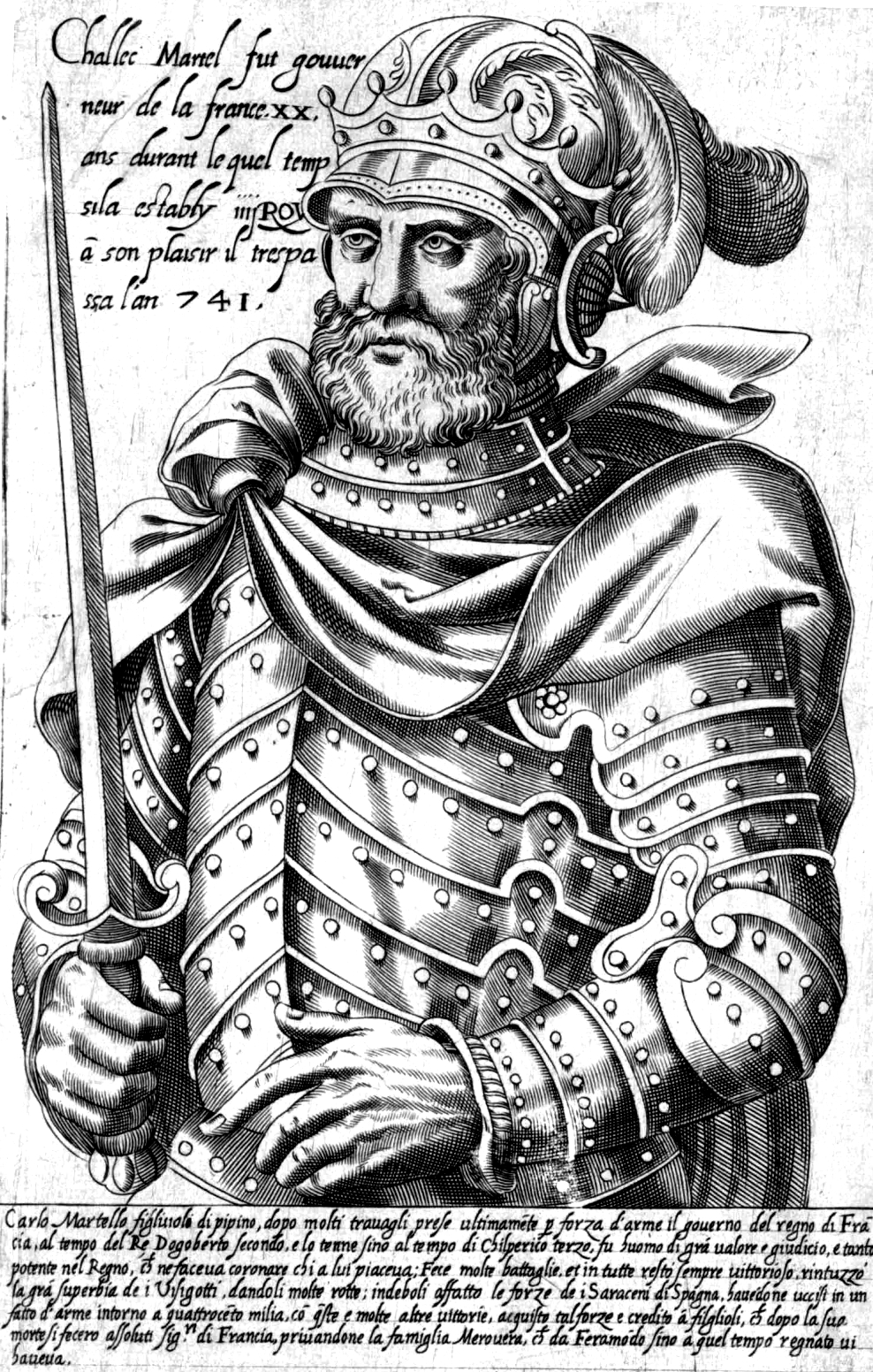
Martell Károly frank majordomus 732-ben a poitiers-i csatában megállította a behatoló arabokat és ezzel megakadályozta az iszlám továbbterjedését

Előrenyomulásukat csak Martell Károly frank majordomus tudta megállítani 732-ben a poitiers-i csatában. Az eseményt a hagyományos történetírás világtörténelmi jelentőségűnek ítéli. Habár a nyugati arab terjeszkedést sikerült feltartóztatni, délről Itáliát, Korzikát, Szardíniát és Szicíliát még sokáig veszély fenyegette. Az arab támadások folytatódtak, időről-időre a keresztények megpróbálták visszaszorítani őket. Nagy Károly 800 körül megállított egy nagy muszlim támadást, de az iszlám erői átcsoportosították erejüket és az olasz csizmát körülvévő szigeteket foglalták el, Itáliát támadva 837-re. 846-ban a szaracénok földúlták Rómát, a pápa az Angyalvárban keresett menedéket. A 850 és 950 közötti száz évben a bencéseket kiűzték ősi kolostoraikból, a Pápai Államot többször lerohanták, és muszlim kalóztámaszpontok létesültek Észak-Itália és Dél-Franciaország partjain, melyek hídfőkként szolgáltak a szárazföld támadására is. A pápák kétségbeesetten próbálták megszervezni a védelmet, de elsősorban a Rómát körülvévő területekre tudtak összpontosítani.
A túlélő központi világi hatalom ezidőben a Keletrómai, más néven Bizánci Birodalom volt. Sok területet elvesztvén sok időbe telt, mire visszanyerték erejüket annyira, hogy ellencsapást tudjanak mérni. A 8. század közepén meg tudták támadni Egyiptomot, az első alkalom 645 óta, hogy ennyire délre merészkedtek. 940-970 között a bizánciak jelentős területeket szereztek vissza. Tzimiszkész János császár visszafoglalta Szíriát és Palesztina jelentős részét, egészen Názáretig hatolva, de utánpótlási vonalai túlságosan megnyúlván kénytelen volt hadjáratát befejezni és Jeruzsálem visszafoglalását elhalasztani. A muszlimok ezt kihasználva ellentámadást indítottak, a bizánciak alig tudták Aleppót és Antiochiát megtartani. Az arab birodalom azonban a 9. században politikai hanyatlásnak indul, és a kalifátus mellett sorban alakultak a különböző szultanátusok, emirátusok, valamint magában a kalifátusban is török és perzsa előkelőség vette át az irányítást.

#### Szeldzsuk törökök
A 11. század második felében a szeldzsukok uralmuk alá hajtották a Bagdadi Kalifátus nagy részét. 1078-ban Jeruzsálemet is elfoglalták. Időközben megtámadták Bizáncot is és 1071-ben a manzikerti csatában katasztrofális vereséget mértek Rómánosz Diogenész bizánci császár seregére. A manzikerti vereségnek a keresztes hadjáratok elindításban döntő szerepe volt. A birodalom az 1081-ben trónra került I. Alexiosz alatt tért némileg magához, aki látván hogy ezzel nem tud egyedül megbirkózni, segítséget kért VII. Gergely pápától a szeldzsukok ellen. Ekkor a pápa el volt foglalva az invesztitúra jogáért folytatott küzdelemmel a német-római császárral szemben, de utóda, II. Orbán pápa erre a segítségkérésre hivatkozva hirdette meg a zarándoklatot (peregrinatio) Jeruzsálembe.
"Mielőtt a keresztes hadjáratok elkezdődtek volna, a civilizációnk központja Bizáncban és az Arab Kalifátus országaiban volt. A civilizáció egyeduralma még az utolsó keresztes hadjáratok előtt áttevődött Nyugat-Európába. Ebből az áthelyeződésből született meg a modern történelem." Nyugat-Európa egyeduralmának igen borsos árát főként Bizánc és Kelet-Európa népei fizették meg. 

#### A szentföldi helyzet
638-ban I. Omár kalifa serege elfoglalta Jeruzsálemet. Jeruzsálem elvesztése a keresztények számára nagy veszteség volt, mivel szent helynek tartották, amiért Jézus itt élt, tanított, és a kereszthalált is itt szenvedte el. Ugyanakkor viszont a muszlimok és a zsidók számára is szent hely. A zsidóknak azért, mert itt állt valaha templomuk, valamint mert hitük szerint itt akarta feláldozni fiát, Izsákot Ábrahám Isten parancsára, a muszlimoknak pedig azért, mert hitük szerint innen szállt Mohamed próféta a mennybe. Így Jeruzsálem vita tárgya lett a keresztények és a muszlimok között.

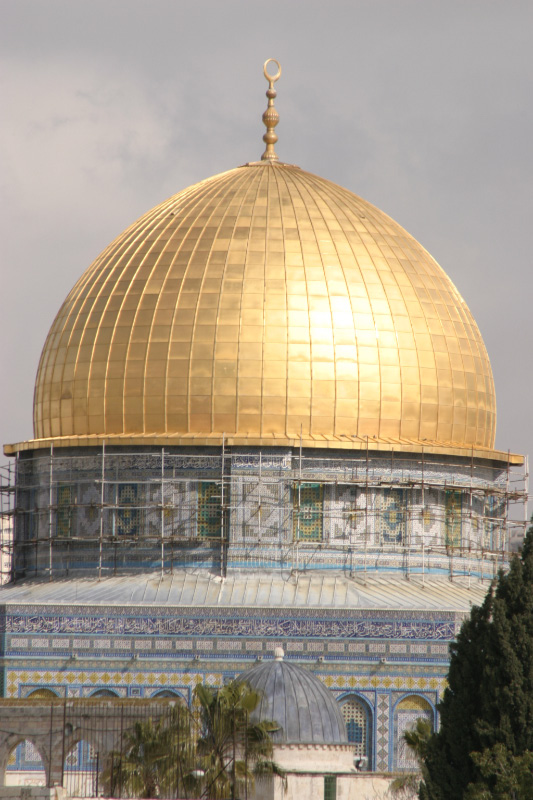
A Sziklamecset, amely három vallás szent helyén épült

Az arabok továbbra is engedélyezték a Szent Sír látogatását a keresztények számára, annál is inkább, mert a zarándokturizmus nagy bevételekkel járt, ugyanakkor a Szent Várost a muszlimok is nagy tiszteletben tartották, és a Paradicsombeli Városok közé sorolták. A zarándokturizmust még al-Hakim, az „őrült kalifa” sem tudta megakasztani.
Egy idő után azonban e tűrés megszűnt. al-Hakim kalifa uralma alatt (996–1021) üldözni kezdte a keresztény és zsidó vallásúakat. A kalifa megsemmisíttette a jeruzsálemi Szent Sír templomot, melyet akkor megvetőleg "trágyadomb-templomnak" neveztek, A keresztényeket egy fakereszt, a zsidókat egy fa ökörfej viselésére kötelezte, akiket büntetlenül megölhették az „igazhitűek”, akár az utcán is. Al-Hakim megmérgezése után üldözése véget ért, de a keresztények elleni atrocitások nem szűntek meg, a nyugati zarándokokat egyre többször rabolták ki és ölték meg. Jellemző példa Günthernek, Bamberg püspökének története, aki 12 ezer zarándokot vezetett a Szentföldre; Jeruzsálemtől kétnapi járóföldre, 1065 nagypéntekén a szeldzsukok az egész tömeget lemészárolták.

#### A pápák
VII. Gergely pápa 1074-ben vázolta fel először egy keleti keresztes háború gondolatát, párhuzamosan franciaországi és szicíliai terveivel, de ennek az elképzelésnek még semmi realitása nem volt. Ehhez II. Orbán ötlete kellett, hogy nem államként és pápaként kell a keresztes háborút vezetni, hanem egész Európa keresztény haderejét kell felszólítani a hadviselésre. II. Orbán tulajdonképpen fegyveres zarándoklatot hirdetett.

## Áttekintés

### A Szentföldre irányulók (1095–1291)
- Első hadjárat (1095–1099)
- Norvég hadjárat (1107–1110)
- Velencei hadjárat (wd) (1122–1124)
- Második hadjárat (1147–1149)
- Harmadik hadjárat (1189–1192)
- Negyedik hadjárat (1202–1204)
- Ötödik hadjárat (1217–1221)
- Hatodik hadjárat (1227–1229)
- Hetedik hadjárat (1248–1254)
- Nyolcadik hadjárat (1269–1272)
- Kilencedik hadjárat (wd) (1271–1272)

### 1291 utániak
- Szmirnai 1343–1351
- Alexandriai 1365
- VI. Amadé-féle 1366
- Mahdiai 1390
- Nikápolyi 1396
- Várnai 1443
- Portugál 1481
- Spanyol 1505–1510

### Északi hadjáratok(wd)
A balti keresztes hadjáratok öt részre oszthatók:
- nagyjából 1147-től 1185-ig, a wendek ellen az Elba és az Odera között;
- 1198-tól 1290-ig a livóniai és az észt keresztes hadjáratok (Kardtestvérek rendje);
- 1230-tól 1283-ig a porosz keresztes hadjáratok (Német Lovagrend);
- 1280-tól 1435-ig a litván keresztes hadjáratok (Német Lovagrend); és
- körülbelül 1243-tól a 15. század végéig a Német Lovagrend és Novgorod közötti konfliktusok

### Keresztények ellen[* 2]
- (Boszniai) bogumilok ellen 1200–1241 között több alkalommal
- Albigensek (katharok) ellen 1209–1229
- Aragóniai 1284/5
- Despenser-féle 1382/3
- Husziták ellen 1419–1434
- Az itáliai és délkelet-franciaországi valdensek ellen 1487

### Reconquista
- Barbastro 1063
- Mallorca 1113-1115
- Las Navas de Tolosa 1212

### Egyéb
- Népek hadjárata (wd) 1096
- 1101-es hadjárat
- Gyermekek hadjárata 1212
- Pásztormozgalom (wd) 1251, 1320
- Szegények hadjárata (wd) 1309

## I. keresztes hadjárat (1096–1099)

### A clermont-i zsinat
Az első keresztes háború közvetlen előzménye a clermont-i zsinat volt 1095 novemberében. II. Orbán pápa már nyár végén megérkezett Franciaországba. Útja során beleavatkozott a francia egyház ügyeibe is: augusztus 5-én Valence-ban volt, 11-én Le Puy-en-Velay-ben. Innen levelet küldött a francia püspököknek, amelyben novemberre Clermont-ba hívta őket. Ezután délnek indult, a szeptembert Provence-ban töltötte: Avignonban, majd Saint Gilles-ben. Október elején ért Lyonba, majd továbbhaladva 25-én Clunyben felszentelte a nagy bazilika főoltárát. Eztán Souvignyben lerótta tiszteletét Szent Maiolus clunyi apát sírjánál, végül a clermont-i püspök kíséretében a zsinat helyszínére érkezett. Útja során valószínűleg már tárgyalt Monteil-i Adhemarral, Le Puy-en-Velay püspökével, illetve Saint Gilles-i Rajmunddal, Toulouse grófjával a későbbi terveiről.
A clermont-i zsinat 1095. november 18-ától 28-ig tartott, körülbelül háromszáz egyházi személy vett részt rajta. Általánosságban megismételték a laikus invesztitúra, a szimónia és a papi házasság elleni dekrétumokat, a konkrét ügyeket tekintve pedig kiközösítették Fülöp királyt házasságtörés, Cambrai püspökét szimónia miatt, valamint megállapították Lyon érsekségének elsőbbségét a sens-i és reimsi egyháztartományokkal szemben.
A pápa november 27-én, egy keddi napon nyilvános gyűlést tartott. Egyháziak és laikusok akkora tömege gyűlt össze (hála a korábbi kihirdetésnek, miszerint nagy horderejű bejelentés következik), hogy a pápa trónját a város keleti kapujánál, a mezőn kellett felállítani, az érdeklődők ugyanis nem fértek be a zsinatnak addig helyet adó székesegyházba. Bár a beszéd eredeti szövege nem maradt fenn, hatását jól érzékelteti a fennmaradt öt későbbi beszámoló Archiválva 1998. december 1-i dátummal a Wayback Machine-ben is. A pápa elbeszélte, hogy a keleti kereszténység segítséget kér tőlük a szeldzsukok elleni harchoz. Ezután beszélt Jeruzsálemről, a hitetlenek kezére került Szent Városról, ahol a keresztény zarándokok nem, vagy csak hatalmas nehézségek árán tudnak eljutni a szent helyekre.
Eztán felszólította a jelenlevőket és minden nyugati keresztényt, hogy vonuljanak keleti testvéreik megsegítésére. Aki vállalkozik az útra, és elesik a harcban, az feloldozást és bűnbocsánatot nyer. „Deus vult!” – „Isten akarja!” – kiáltotta a tömeg. Előkerült egy vörös posztódarab, amelyből kereszteket vágtak ki. Miután II. Orbán pápa befejezte beszédét, Le Puy püspöke fölállt székéből, és a pápa elé térdelve kérte, hadd vehessen részt a vállalkozásban. Majd Gergely bíboros rázendített a Confiteorra (közgyónás), a tömeg visszhangozta. Az ima után a pápa ismét szólásra emelkedett, feloldozást adott, és elbocsátotta a jelenlevőket.
Ezután a zsinat határozott arról, hogy aki hadba indul Krisztus zászlaja alatt, az nem csak feloldozást nyer világi bűnei alól, de távollétében vagyonáért a helyi püspök kezeskedett, és aki azt megtámadja, vagy kirabolja azt, kiközösítés alá kerül. Továbbá eldöntötték, hogy annak, aki felveszi a keresztet, meg kell esküdnie, hogy elmegy Jeruzsálembe, de senki sem indulhat el anélkül, hogy meg ne tanácskozta volna meg a dolgot lelkiatyjával. Az időseket és betegeket inkább le kell beszélni az expedícióról, a papok és szerzetesek pedig csak püspökük, illetve apátjuk kezéből vehetik fel a keresztet. A gyülekezőt a következő év Nagyboldogasszony ünnepére (augusztus 15.) tűzték ki.
A sereg vezérének a hagyomány szerint I. László magyar királyt kérték fel, de ez nem felel meg a valóságnak, mert ő már a zsinat előtt meghalt. Négy sereg alakult, az egyiket Bouillon Gottfried, a másikat Tarantói Bohemund szicíliai normann vezér, a harmadikat Vermandois-i Hugó, a negyediket pedig Rajmund toulouse-i gróf vezette – az ő seregében volt Adhemar püspök, a hadjárat pápa által kinevezett fővezére is. A seregek négy különböző úton indultak Jeruzsálem felé; gyülekezési helyül Konstantinápolyt jelölve meg. 
Szónoklatának hatása messze meghaladta II. Orbán számításait. Ezzel és az első keresztes hadjárattal gyakorlatilag megkezdődött Nyugat-Európa közel kétszáz évig tartó fegyveres expanziója a Közel-Keleten, ami éppúgy kihatott a kor társadalmára, mint kulturális fejlődésére.
A zsinatról a zsidók egy gyásznapon, a tisá beávon emlékeznek meg.

### Gyülevész seregek

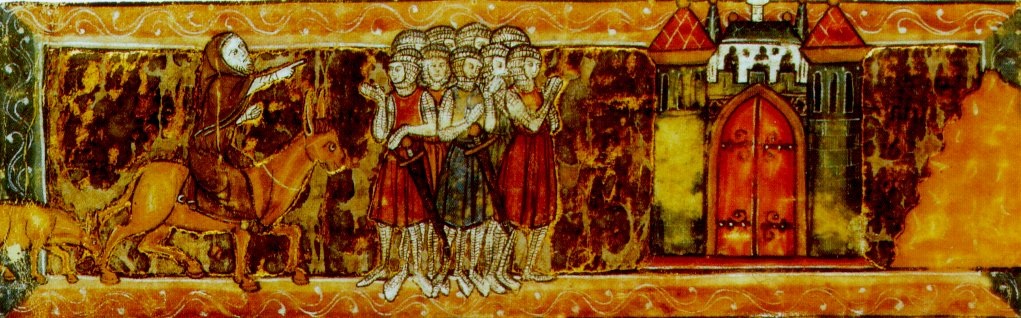
Remete Péter mutatja az utat Jeruzsálem felé

A keresztes eszme először a pórnép körében terjedt el tehetséges prédikátorok révén. Ilyen volt a francia Nincstelen Walter, valamint Remete Péter. Mindketten nagy sereget toboroztak össze a parasztok köréből. Először Nincstelen Walter serege indult a Szentföldre. Útjukat már a Német-római Birodalomban fosztogatással kezdték, így érkeztek el Magyarország határára. Könyves Kálmán királlyal megegyeztek, hogy az országon való békés átvonulásért cserébe élelmet kapnak a lakosságtól. A szerződést kezdetben mindkét fél tiszteletben tartotta, de a déli határhoz közeledve a keresztesek lerohantak egy közeli falut, a lakosság nagy részét lemészárolták, a falut kifosztották és lerombolták[forrás?]. A környéken állomásozó magyar katonák emiatt rátámadtak a seregre, és az utóvédet szétverték, de a sereg nagy része már átkelt a határon.
A bizánci császár, tartván a fegyelmezetlen seregtől, átszállította őket Ázsiába, ahol a törökök nagy részüket szétverték Kibotosz-nál. Walter is elesett.
Nem sokkal később megindult a Remete Péter vezette sereg is. Ők is Magyarországon vonultak keresztül, kezdetben szintén békésen viselkedtek a lakossággal, azonban amikor Zimonyhoz értek, meglátták a vár tornyára elrettentésképpen kitűzött keresztes hadijelvényeket, amelyeket Nincstelen Walter seregének utóvédjétől zsákmányoltak a magyar katonák. Remete Péter serege megrohanta és elfoglalta a várat, és a védőket lefejeztette. Kálmán király erről értesülve megindult Zimony irányába seregével, de a keresztesek már elhagyták az országot. Alexiosz császár velük is úgy bánt el, mint Walter seregével: Átszállíttatta őket Ázsiába, ahol a törökök szétverték őket; a túlélőket a bizánci felmentősereget vezető Kónsztantinosz Euphorbénosz Katakalón vitte vissza Konstantinápolyba. Remete Péter is megmenekült, és később csatlakozott az I. keresztes hadjárat seregéhez.
Nem sokkal Remete Péter seregének megindulása után elindult egy Volkmar nevű rablólovag serege is, amely szintén Magyarországon keresztül szándékozott a Szentföldre vonulni. Az útjukba eső falvakat azonban kifosztották és felégették, ezért Nyitránál maga a nép fordult velük szembe, és szétverte a sereget.
Időközben egy újabb sereg a német Gottschalk pap vezetésével a király engedélye nélkül tört be Magyarországra, és Táplány környékén tábort ütött, lemészárolva a környékbeli lakosságot. Kálmán erős sereggel vonult ellenük, és őket is szétverte.
Nem sokkal ezután indult meg az Emicho von Leiningen gróf vezette keresztes sereg. Ők Németország területén lemészároltak mintegy 4000 zsidót, majd így vonultak Magyarország határához, a király azonban megtagadta számukra az átvonulást az országon. Emiatt a keresztesek ostrom alá vették Moson várát, ahol a király is tartózkodott. A magyarok azonban hat héten keresztül sikeresen védték a várat, majd végül kitörve a várból hatalmas veszteségeket okoztak a keresztes seregnek, akik így jobbnak látták hazatérni, de egy részük csatlakozott az I. keresztes hadjárat seregéhez.

### Az út Jeruzsálemig
Azután a franciákat három részbe osztották be. A franciák egyik része Magyarország területére, ti. Heremita Péter, Godefride herceg, Balduin herceg és testvére, gróf Balduin de Monte. Ők a legerősebb katonák, és többi mások is, melyeket én már nem ismerek, mentek az úton, amelyet hosszú időre csodás Nagy Károly, Franciaország királya, előkészített Konstantinápolyig.

Az I. keresztes háború II. Orbán pápa áldásával 1096. augusztus 15-én indult a Szentföld felszabadítására. A pápa francia származása miatt a hadjáratban elsősorban francia, burgund és normann nemesek közül kikerülő keresztes lovagok vettek részt. Bár a harci vállalkozás a lovagi erények, a keresztény ideák és az aszkézis jegyében indult, hamarosan a hűbéri rendszerből szabadulni akaró és vagyonra vágyó közrendűek nagy seregei is csatlakoztak.
A sereg különböző útvonalon keresztül jutott el a Szentföldre. A fősereg a Duna vonalát követve Magyarországon és a Balkán-félszigeten keresztül haladt Konstantinápoly felé. Az összeütközés elkerülése végett Bouillon Gottfried személyesen tárgyalt Könyves Kálmán magyar királlyal az országon való átvonulás biztosításáról. Könyves Kálmán engedélyt adott az átvonulásra, de csak azzal a feltétellel, hogy túszként nála marad Gottfried öccse, Balduin, akiből később jeruzsálemi király lett. Az alkut megkötötték, majd a keresztesek rendbontások nélkül átvonultak az országon. A déli határon Kálmán visszaadta Gottfriednek Balduint, majd sok szerencsét kívánva elbúcsúzott tőle.
Bizáncban már nem találtak ilyen szíves fogadtatásra, de sorra leszámoltak a bizánci rablóbandákkal és a lázongó néppel. Gottfried megostromolta Selymhia városát, Tarantói Bohemund Tekirdagot foglalta el, Toulouse-i Rajmund Vardarnál vert szét egy bizánci rablócsapatot. A császár ezután rákényszerítette a keresztes vezéreket, hogy ismerjék el fennhatóságát a meghódítandó területekre. Vermandois-i Hugó és Bohemund erre szó nélkül hajlandóak voltak, Gottfried és Rajmund azonban nem. Gottfried és a császár közötti viszony végül nyílt összecsapásba torkollott, a bizánciak nagy megrökönyödésére a keresztes sereg április 2-án, nagycsütörtök napján megrohamozta Konstantinápoly falait. A csata bizánci győzelemmel végződött, így Gottfried hűségesküt tett a császárnak. Rajmund azonban csak arra volt hajlandó megesküdni, hogy nem fog a császár ellen lázadni.

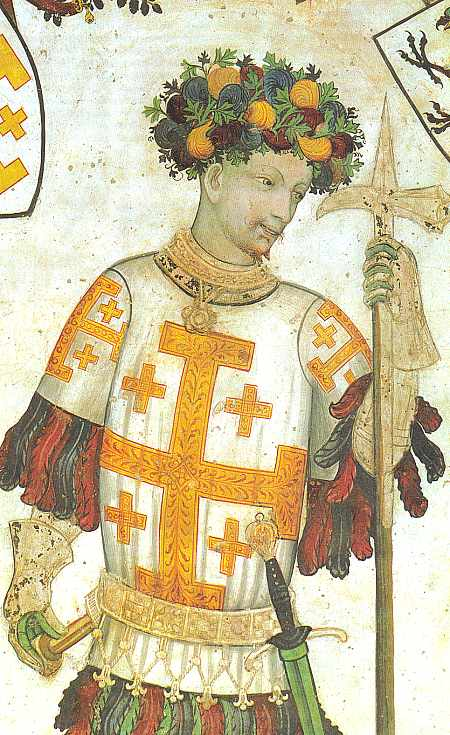
Bouillon Gottfried

Bizáncból 1097 májusában folytatták útjukat. A keresztesek görög zsoldosai elfoglalták a Konstantinápolyt leginkább fenyegető Nikaiát, amit átadtak Bizáncnak. A keresztes csapatok ezután legyőzték I. Kilidzs Arszlán rúmi szultán seregét Dorylaeumnál. A sereg demoralizáltan vonult tovább dél felé, és ostrom alá vette Antiókhiát. A vár ostroma sokáig tartott. Végül a kereszteseknek árulás révén sikerült katonákat bejuttatniuk a várba, akik kinyitották a Szent-György kaput, így 1097. június 2-án sikerült megszállniuk, a város török lakosságát, pedig a helybeli görög és örmény lakosság segítségével lemészárolták. Alighogy a vár a kezükbe került, megérkezett Kerboga moszuli emír seregével, és ostrom alá vette azt. Az európaiak ijedten kértek segítséget a császártól, aki seregével meg is indult Antiókhia felé, de országa határán letáborozott. Ennek ellenére a keresztesek megvédték a várost, a lelkesedést az is fűtötte, hogy egy látnok megtalálta a városban azt a Szent Lándzsát, amellyel állítólag Longinus centurio megszúrta Jézus oldalát.
A város megvédésének hírére Alexiosz császár hazavonult katonáival, amiért a keresztesek megsértődtek, és végleg szakítottak Bizánccal.
Tovább vonulva dél felé ostrom alá vették Arqach városát, amit azonban nem tudtak bevenni. Amíg Arqachot vívták, az európaiak egy része elkezdte kibővíteni az egyik muszlim erődöt. Ez később a Krak des Chevaliers nevet kapta, és a keresztes háborúk egyik jelképe lett.
Arqach sikertelen ostroma után a keresztesek tovább vonultak Jeruzsálem felé, és 1099. június 9-én körülzárták a várost. Az ostrom lassan haladt, mivel nem volt elég ostromgépük. Kiegészítésként két genovai hajó hozott ostromtornyokat, és ezekkel 1099. július 15-én bevették a várat. A győztesek tömegesen mészárolták le a város zsidó és muszlim lakosait, majd elzarándokoltak a Szent Sírhoz, és körmenetet tartottak a város elfoglalásának örömére. A Jeruzsálem visszafoglalásával próbálkozó kalifát a keresztesek Aszkalónnál megverték, majd többségük hazatért Európába.
A "zarándokok" uralkodót választottak az elfoglalt területek élére. Választásuk Bouillon Gottfriedre esett, aki szerénységből azonban nem fogadta el az uralkodó címét, hanem csak a „Szent Sír védelmezőjének” tekintette magát. Mikor Gottfried 1100-ban meghalt, öccse, Balduin lépett örökébe Jeruzsálem élén és felvette a királyi címet.

## Latin államok a Közel-Keleten

A keresztes államok elhelyezkedése

A keresztesek sikereinek köszönhetően több keresztes állam is megalakult a Közel-Keleten. Az első ilyen állam az Edesszai Grófság volt, melyet 1098-ban hozott létre Balduin, Bouillon Gottfried testvére. Balduin Torosz edesszai úr meghívására érkezett a városba, segíteni a várost fenyegető szaracénok ellen. Az edesszai uralkodó fiává fogadta a frank lovagot; s mikor alattvalói fellázadtak ellene és elűzték a trónról, Balduin került a város élére. Az így megszülető Edesszai Grófság mindvégig nehéz háborúkat volt kénytelen vívni a törökökkel. A keresztes országok közül elsőként ez az állam bukott meg, 1146-ban.
A Jeruzsálemi Királyság az összes állam közül a legfontosabb volt. A legendás hírű Gottfried egy évnyi uralkodás után meghalt, az Edesszát elfoglaló Balduin követte: Betlehemben Jeruzsálem királyává koronázták. Meghódította Arszuf, Caesarea (1101), Akkon (1104), Bejrút és Szidón (1110) városokat, és egymás után verte vissza az egyiptomi kalifa támadásait is. I. Balduinnak nem született gyermeke, utóda unokaöccse, II. Balduin (1118–1131) lett. II. Balduin uralkodása hasonlóképp sikeres volt: velencei segítséggel elfoglalta Türoszt, így közvetlen kapcsolatot létesített a Tripoliszi Grófsággal, és ezzel az Észak-Szíriában lévő többi keresztény állammal. A hódításokat III. Balduin fejezte be: elfoglalta Aszkalont, és ezzel végleg kiszorította az egyiptomiakat Szíriából.
A királyság I. Balduin, II. Balduin és Fulkó király alatt élte virágkorát. Hosszú hanyatlása Fulkó halálával (1143) kezdődött meg.
Az Antiochiai Fejedelemség 1098-ban jött létre, a város elfoglalása után és egészen 1268-ig fenn is maradt, ekkor azonban a törökök meghódították.
A Tripoliszi Grófság 1102-ben jött létre, végóráit a Krak des Chevaliers és Tripoli 1289-es elfoglalásakor érte meg.
A Kis-Örmény Királyság 1198-ban jött létre és egészen 1375-ig állt fenn, amíg az oszmán-törökök meg nem szállták.
Mivel azonban normann uraival a bizánci császár már régóta ellenséges viszonyban volt a dél-itáliai birtokai elvesztése miatt, a háborúskodások folyamatosak voltak. A letelepült lovagok hűbéri rendszert vezettek be, a földeket felosztották, majd megkezdték harcaikat egymás, a törökök és Bizánc ellen. Az elfoglalt területen élők többsége görög volt. Közömbösen fogadták az új hódítókat, vallásukat ugyanúgy megtarthatták, mint az arab és török uralom alatt. A tengerparti városokat főképp az olasz kereskedővárosok segítségével foglalták el a keresztesek, ide nagyszámú olasz lakosság is letelepedett.
Ez idő alatt alakultak meg a lovagrendek is. A jeruzsálemi királyok hatalmának alapját a lovagi tanácsok alkották, ezek bocsátották ki a törvényeket is, például a jeruzsálemi királyság nagy törvénykönyvét (Les assis de Jérusalem – Jeruzsálemi assziszák). Ez tartalmazta a hűbéri rendszer szokásjogon alapuló szabályait, amelyet ekkor Európában még nem gyűjtöttek össze.
A keresztes államok nagy nehézsége volt, hogy messze voltak az európai országoktól, akik így nehezen tudtak utánpótlást küldeni nekik. Ezenkívül pedig Bizánc rosszindulatával is szembe kellett nézniük, így nem csoda, hogy olyan nagy nehézségekbe ütközött ezeknek az államoknak a fenntartása.

## Norvég keresztes hadjárat (1107 – 1110)
1107-ben I. Sigurd norvég király személyesen indított hadjáratot a Szentföldre 5000 katona és 60 hajó élén. A hosszú és viszontagságos utazás után 1110-ben érkeztek meg a Szentföldre, ahol Balduin szívélyesen fogadta őket. A norvégok segítettek Szidón ostrománál, majd pedig Bizánc, a Magyar Királyság, a Német-római Császárság és Dánia érintésével tértek vissza Norvégiába.

## II. keresztes hadjárat (1147–1149)
A II. keresztes háború a szentföldi és kis-ázsiai keresztes államok megsegítésére szerveződött azt követően, hogy híre jött, Imád ad-Dín Zangi moszuli emír 1144-ben elfoglalta Edesszát.

### Előkészületek
III. Jenő pápa szólította újból fegyverbe a kereszténységet. A pápa követe, Clairvaux-i Szent Bernát, VII. Lajos francia királyt és III. Konrád német királyt is megnyerte a tervnek. 1147 tavaszán több mint egymillió keresztes gyülekezett a Felső-Duna völgyében, ahonnan előbb a németek, utánuk a franciák Magyarország határára vonultak. Magyarországon történő átvonulása a keresztes hadaknak nem volt egyszerű, mivel II. Géza és a sereget vezető két uralkodó között ellentétek alakultak ki. A hadjárat folyamán a keresztes hadak már Kis-Ázsiában sorra vereségeket szenvedtek, Konrád serege Dorylaeum mellett, Lajos pedig Attilia közelében. 

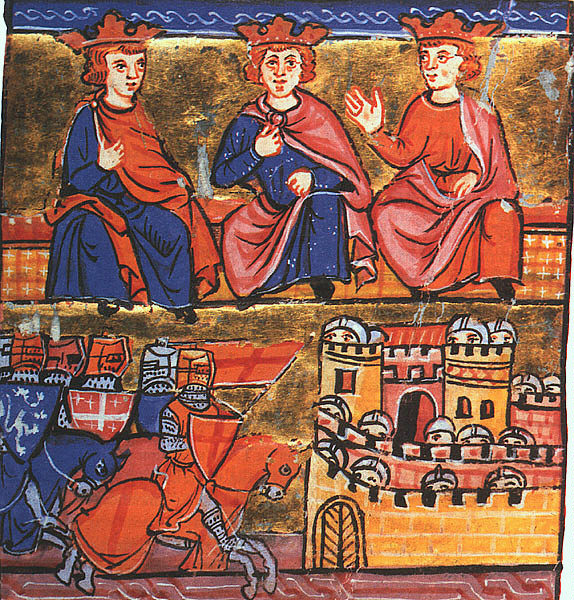
Királyi tanács Akkóban Damaszkusz ostromáról

I. Manuél bizánci császár sem volt hajlandó támogatni őket, mert az uralkodók nem voltak hajlandók elismerni Bizánc jogát a meghódított területekre. Végül nagy nehézségek árán hajón érték el Antiochiát.

### A szentföldi események
1148. június 24-én Akkóban került sor a középkor egyik legnagyobb „csúcstalálkozójára”, amelyen III. Konrád és VII. Lajos mellett részt vett I. (Rőtszakállú) Frigyes, II. Henrik osztrák herceg, a templomosok és a johannita lovagrend nagymesterei, a szentföldi és kis-ázsiai keresztes államok uralkodói.
Az akkói tanácskozást követően a sereg az egyébként semleges, de gazdag Damaszkusz ellen indult, ahol az ellátási nehézségek, vízhiány és a sereg vezetői között feszülő ellentétek megpecsételték a keresztes sereg sorsát. A Búridák székvárosa alól öt nap után szégyenszemre visszavonultak, miután híre jött Núr ad-Dín segélycsapatai jövetelének. A damaszkuszi vereség után még több kisebb csatára került sor. III. Konrád még ebben az évben, VII. Lajos pedig 1149-ben visszatért Európába. A II. keresztes háború eredménytelennek bizonyult.

## III. keresztes hadjárat (1189–1192)

### Előzmények

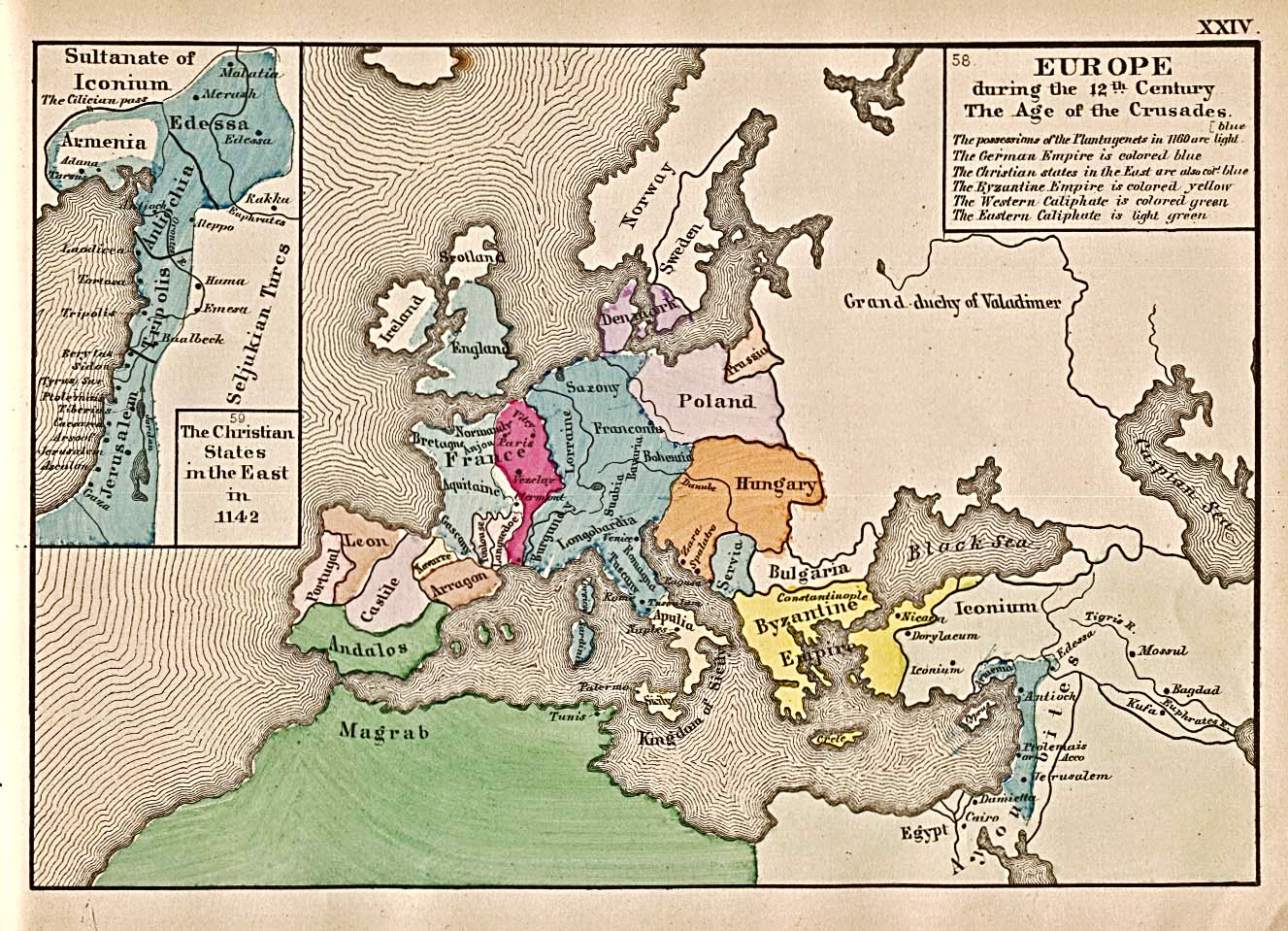
Európa a 12. században

A II. keresztes hadjáratot követően a muszlimok nagyobb erővel kezdték támadni a keresztes államokat. Már Núr ad-Dín Mahmúd emir idején sikereket értek el, az igazi muszlim sikerek azonban a feltehetően kurd származású Szaladin (Szaláh ad-Dín) szultán uralkodása idejére esnek. Szaladin hatalomra kerülése után nemsokára megostromolta és elfoglalta Damaszkuszt és még két várost, amely nem volt hajlandó elismerni fennhatóságát. Ezt követően ostroma alá vette Kerak várát, amelynek ura, Châtillon Rajnald rendszerint fosztogatta az arab karavánokat. A vár ostroma miatt újra kitört a háború a keresztes államok és Szaladin között. A háborúban egymást követték Szaladin sikerei. Bevette Aleppó várát, amelyet a keresztesek szinte bevehetetlennek tartottak.
1187 júniusának végén Szaladin megtámadta Tibériás várát, amely III. Rajmund tripoliszi gróf és felesége kezében volt. A keresztesek a város védelmére erős sereget indítottak Szaladin ellen, amelyben Guidó jeruzsálemi király mellett ott voltak a keresztesek legfőbb vezetői és a templomosok is. A vízhiánytól demoralizált keresztesek azonban a hattíni csatában katasztrofális vereséget szenvedtek. A templomos nagymester elesett; Szaladin a fogságba esett főurak nagy részét lefejeztette, csak a királynak kegyelmezett.
Ezt követően Szaladin Jeruzsálem alá vonult, amelyet Ibelin Balian és Szibilla jeruzsálemi királynő védett. 1187. október 2-án a keresztesek a város feladására kényszerültek. A lakosság egy része meg tudta pénzzel váltani szabadságát, a többieket eladták rabszolgának.
A hír nagyon gyorsan elérte Európát és II. Vilmos szicíliai normann király azonnal hajóhadat indított a Szentföldre: ezzel megakadályozta, hogy Szaladin elfoglalja Tripolit és Türoszt.
A VIII. Gergely pápa felszólítására a három leghatalmasabb keresztény uralkodó: I. (Barbarossa) Frigyes német-római császár, II. Fülöp Ágost francia és I. (Oroszlánszívű) Richárd angol király szállt hadba Jeruzsálem felszabadítására.

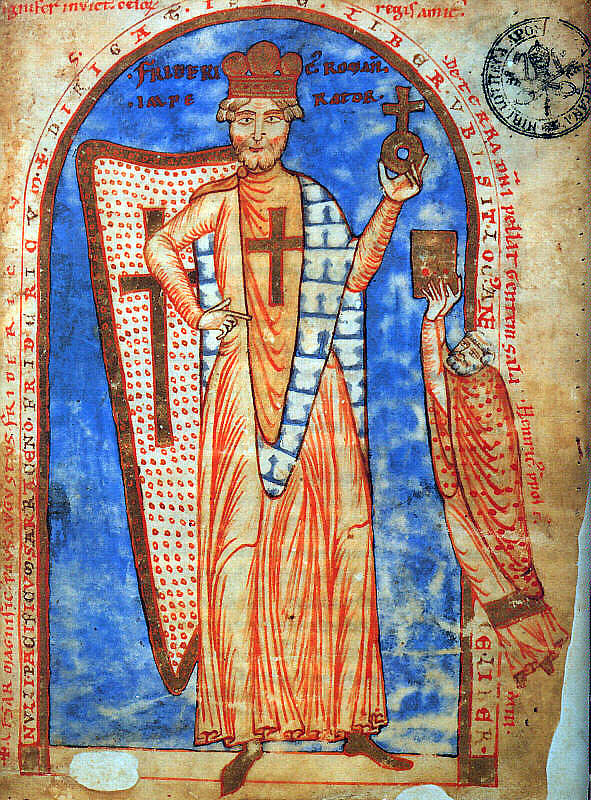
I. (Rőtszakállú) Frigyes császár, aki két keresztes háborút is vezetett

### Előkészületek
A seregek más és más útvonalakon indultak a szentföldre. Az angolok és a franciák hajón, míg a németek a hagyományos Duna menti útvonalon, Magyarországon keresztül. III. Béla magyar király vendégszeretően fogadta a Szentföld felszabadítására igyekvő külföldi seregeket. A magyarok szerepelnek a harmadik keresztes háborúban, 1189-ben Géza herceg 2000 fős serege csatlakozik Frigyeséhez. A németek kezdetben sikerrel nyomultak előre, elfoglalták Konyát és felmentették az ostromlott Türosz és Belvoir várát. 1190. június 10-én azonban a sereget vezető 70 éves Frigyes a Kalikadnosz folyóba belefulladt. Fia, Frigyes sváb herceg, tovább vezette ugyan a sereget, de 1191 januárjában Akko alatt ő is meghalt.

### A szentföldi események
A keresztény seregek, hosszú ostrom után 1191. július 12-én bevették Akkot. Pár héttel az akkori győzelem után II. Fülöp Ágost francia király a francia seregekkel hazaindult. Oroszlánszívű Richárd seregei nem bizonyultak elegendőnek Jeruzsálem ostromához. A következő egy évben Richárd és Szaladin még számos csatát vívott, de döntő sikert egyik fél sem volt képes elérni. Végül 1192. szeptember 2-án Szaladin és Richárd békét kötött. Eszerint Jeruzsálem Szaladin birtokában maradt, aki garantálta, hogy a keresztény zarándokok biztonságosan és szabadon látogathassák a szent várost és a Szent Sírt. A keresztények megtarthatták az általuk elfoglalt tengerparti városokat.
Oroszlánszívű Richárd október 9-én indult haza. Útközben hajótörést szenvedett, és a szárazföldön keresztül folytatta útját. Szerencsétlenségére Bécs közelében felismerték, és ellenségének VI. Henrik német-római császárnak a vazallusa, V. Lipót osztrák herceg fogságba vetette. Csak miután 1194 tavaszán jelentős váltságdíjat fizettek érte, térhetett vissza Angliába. Visszatérve háborúba keveredett korábbi szövetségesével, a francia királlyal és egy kis vár ostroma közben meghalt. Eddigre már Szaladin szultán is halott volt.

## IV. keresztes hadjárat, vagy latin háború (1202–1204)
A IV. keresztes hadjárat előzménye volt, hogy VI. Henrik német-római császár hadjáratot vezetett a Szentföldre, amely kezdetben sikeres volt, de Henrik 1197-ben hirtelen meghalt, így a hadjárat abbamaradt. III. Ince pápa azonban nem akarta kihasználatlanul hagyni a győzelmeket, ezért új keresztes hadjáratot hirdetett meg.
A keresztesek célja eredetileg Egyiptom volt, melyet a pápa és vele együtt sokan mások – jogosan – a Szentföld kulcsának tekintettek. A keresztes seregek szállítását a velenceiek vállalták magukra.
A velencei hajók a kereszteseket előbb a magyar kézben levő Zára alá vitték, melyet mintegy fizetségül elfoglaltak. A velenceiek a pápa követelésére csak egy év múlva adták vissza várost, teljesen kifosztva. Zára alól Enrico Dandolo velencei dózse Konstantinápoly alá vitte a seregeket, hogy Angelosz Izsák és fia, Alexiosz kérésére az oldalukon részt vegyenek az Izsák bitorló fivére, III. Alexiosz ellen vívott politikai harcokban. A keresztesek – mivel a bebörtönzött császár fia ígéretet tett adósságaik kifizetésére – a fővárost bevették, III. Alexiost elkergették és Izsákot újra trónjára ültették. Azonban Izsák és Alexiosz ellen lázadás tört ki a városban és új császárt emeltek a trónra, V. Alexiosz néven. A keresztesek emiatt Konstantinápolyt megrohanták, uralmuk alá hajtották és kifosztották.

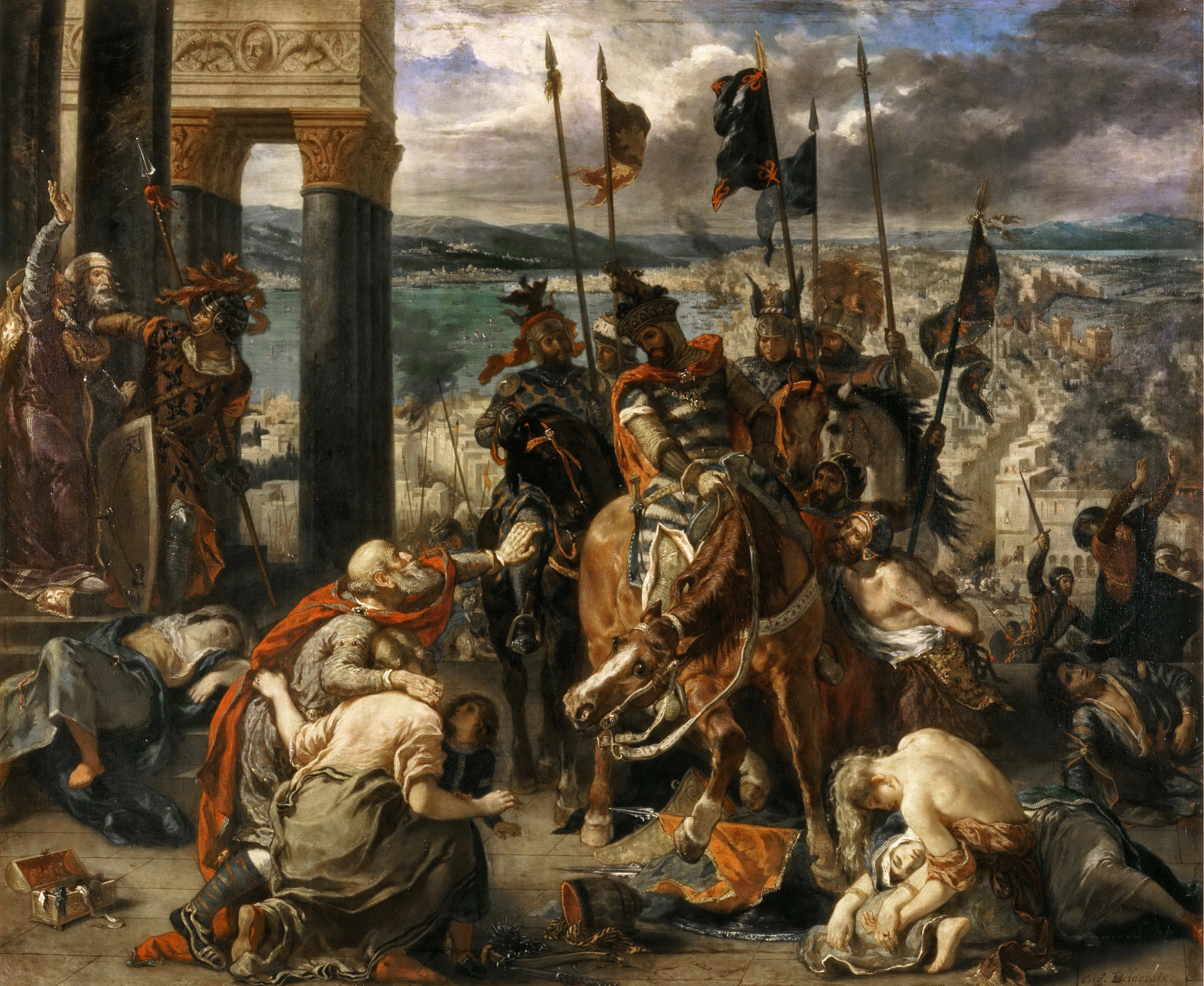
Eugène Delacroix: A keresztesek lerohanják Konstantinápolyt (1840)

Ezután a keresztes lovagok megalapították az úgynevezett Latin Császárságot, és a Keletrómai Császárság tartományait maguk között felosztották.
Az a tény, hogy a keresztesek a pogányok helyett keresztény országot támadtak meg, a nagy egyházszakadás után nem volt különösebben III. Ince pápa ellenére. A zömmel földnélküli, másodszülött nemesek alkotta keresztes seregeknek sikerült a hadjárat során birtokokat szerezni. A Görögország földjén és a szigeteken alapított kisebb országok – Thesszalonikéi Királyság, Akháj Fejedelemség, Athéni Hercegség – a török hódítás koráig megmaradtak a francia, katalán, német lovagok kezén. Velence megszabadult a Földközi-tenger keleti medencéjében egy nagy vetélytársától, a Genovával szövetséges Bizánctól. Ezzel együtt a IV. keresztes háború véglegesítette a nagy egyházszakadás következményeit, megerősítette különállásukban a keleti (ortodox) egyházakat.
A Konstantinápolyi Latin Császárság 1204–1261 között létezett. Első uralkodója I. Balduin lett, akinek rövid uralkodása a bolgárok elleni háborúkkal telt el, a császár is a bolgár cár börtönében halt meg. A Császárság fennállásának ideje végig a bolgárokkal vívott harcokkal telt, míg végül 1261-ben Palaiologosz Mihály visszafoglalta Konstantinápolyt. Habár újra létrejött a Bizánci Császárság, már soha nem tudta elérni régi hatalmát, így a IV. keresztes hadjárat hosszútávon a Bizánci Császárság bukásával járt.

## Helyi keresztes hadjáratok
A 12-13. század fordulója és a 13. sz. eleje környékén Európa egész területén megszaporodtak a helyi keresztes hadjáratok:
- Spanyolországban a mórok ellen
- Dél-Franciaországban az albigensek (katharok) ellen

Az albigensek (katharok) ellen a kontinensnek újra olyan szentnek nyilvánított háborúja kezdődött meg, amely nem a "pogány hitetlenek", hanem más keresztények ellen irányult. A hadjáratok itt 20 évig folytak és számos történész alapján népirtásról lehet beszélni. A történelem iróniája folytán ez volt az egyetlen győzelmes keresztes háború! (→ Katharok#Keresztesháború ellenük)
- Angliában Földnélküli János ellen
- Poroszországban a "pogány keleti szlávok" ellen
- Magyarországon a boszniai bogumilok ellen

A római pápák többször kérték fel a magyar királyokat az eretnekek kiirtására. (→ Bogumilok#Történetük)
- Konstantinápolyban a szakadár görögök ellen

Ezek a helyi keresztes hadjáratok valósággal háttérbe szorították, még ha egészen nem is feledtették a Szent Sír védelmére meghirdetett "hivatalos" keresztes hadjáratokat. 

## Gyermekek keresztes hadjárata (1212) és a pásztormozgalom

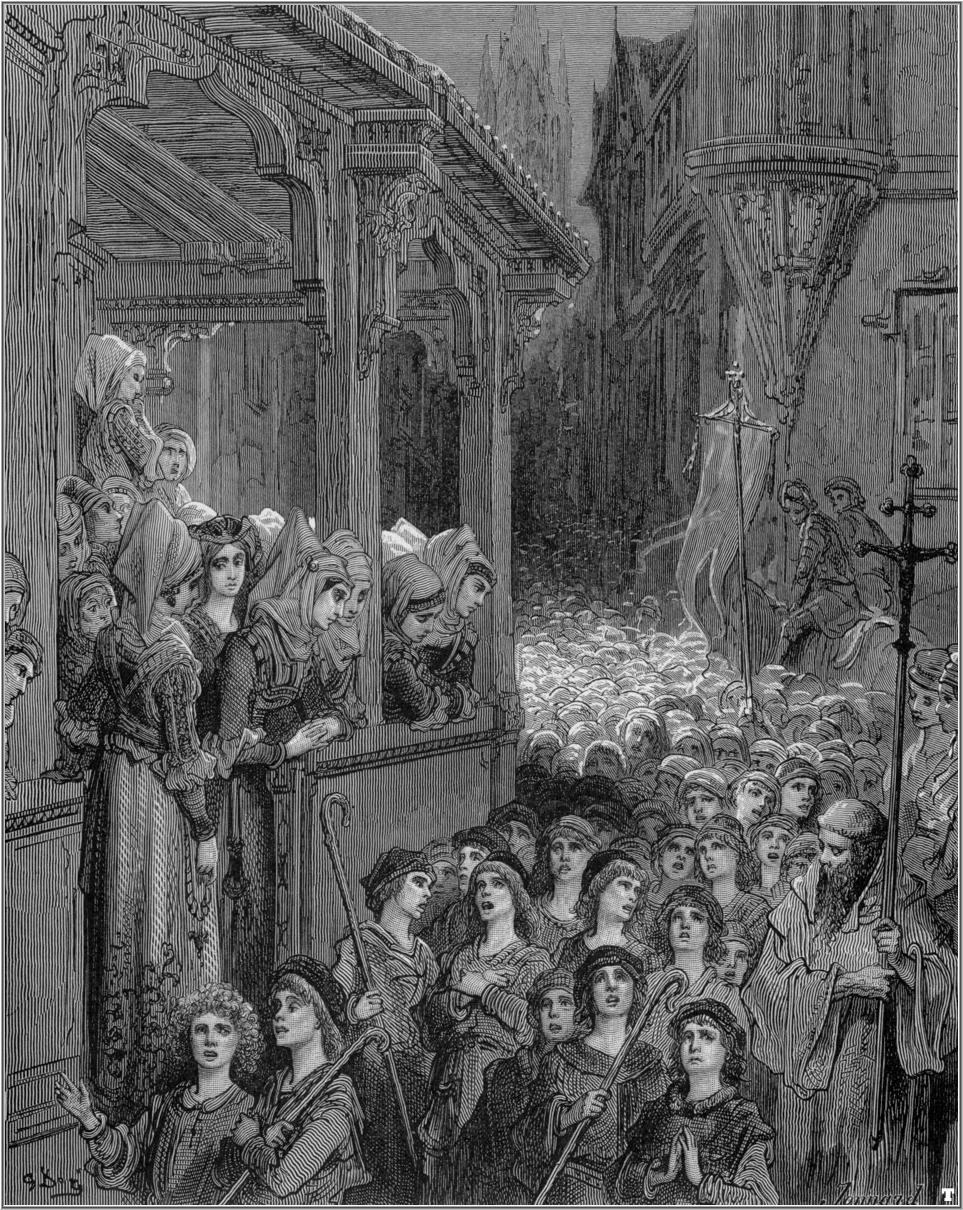
Gustave Doré: A gyermekek keresztes hadjárata

Egyes krónikások szerint a IV. és V. keresztes hadjárat között francia illetve német gyermekekből álló sereg indult el a Szentföld felszabadítására. Két helyen szerveződött, az egyik Németországban, a másik Franciaország területén. Németországban az események kirobbantója egy Miklós nevű fiatal volt, Franciaországban pedig egy Péter nevű pásztorgyerek, aki azt állította, hogy találkozott Jézussal, aki felszólította, hogy gyermekekből szervezzen hadsereget és induljon velük Jeruzsálem felé, mert az ártatlan gyermekek, akik mentesebbek a bűntől, mint a felnőttek, képesek lesznek visszavenni Jeruzsálemet.
Péter hatalmas tömeg élén vitte el „Jézus üzenetét” a királynak, aki rájött, hogy a fiú hazudik, ezért utasította a tömeget, hogy tartson körmenetet, majd térjen haza.
A németországi események rekonstruálása, már nehezebb feladat, mivel jóval kevesebb forrás maradt fenn róla, mint a Franciaországban történtekről. A hadjáratra összetoborzott gyerekek útra keltek Miklós vezetésével, átkeltek az Alpokon és egyenesen a Földközi-tengernek tartottak, remélve, hogy mint annak idején Mózes előtt a Vörös-tengert, úgy előttük is szét fogja választani az Isten a Földközi-tengert. A várt csoda azonban elmaradt, mire a gyerekek egy része hazaindult, de csak néhányan értek haza. A fanatikusabb gyerekek két hajón indultak a Szentföld irányába, az egyik elsüllyedt, a másik hajó arab kalózok kezébe került, akik a hajó „rakományát” eladták az afrikai rabszolgapiacokon.
Egy 1977-ben megjelent tanulmány kétségeit fejezte ki az események megtörténtével kapcsolatban. A kutatás mai álláspontja szerint valóban volt egy ilyen mozgalom 1212-ben Franciaországban és Németországban, de a résztvevők nem vagy nem elsősorban gyermekek voltak, hanem nyomorban élő fiatalok.
A pásztormozgalomra (les pastoreaux) pár évtizeddel később került sor. A sereget egy magyar szerzetes, Jakab toborozta össze. Elképzelésének lényege az volt, hogy Isten, a szegények pártfogójaként valószínűleg inkább nekik fogja visszaadni Jeruzsálemet, mint a nemeseknek. A francia parasztok meg is indultak a Szentföld irányába, de időközben irányt változtattak és végigpusztították egész Dél-Franciaországot, mire IX. Lajos sereggel vonult ellenük és 1251-ben szétverte a sereget, Jakab is elesett.

## V. keresztes hadjárat (1217–1221)

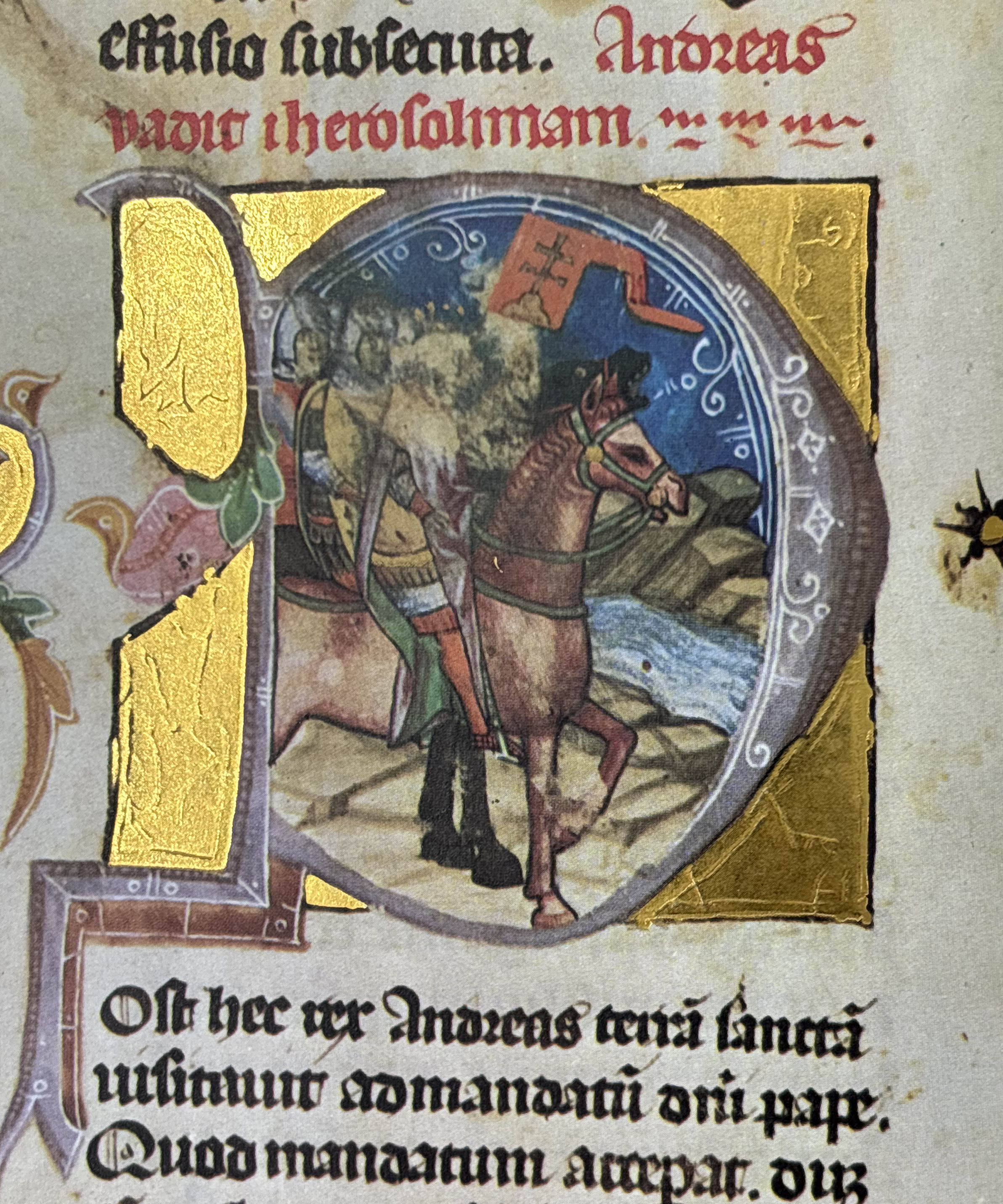
II. András az V. keresztes hadjáraton

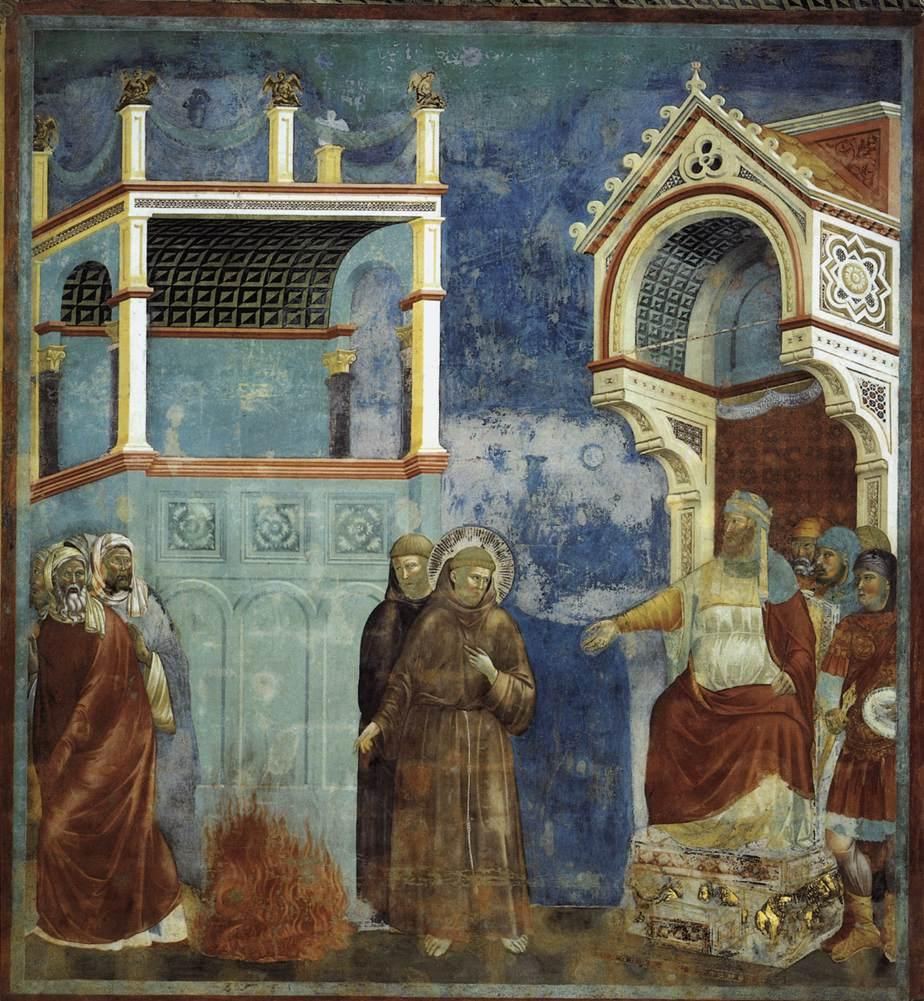
Giotto di Bondone: Tűzpróba a szultán előtt

Az V. keresztes hadjáratot 1213-ban kezdeményezte III. Ince pápa; a IV. lateráni zsinatot többek között a keresztes hadjárat megvitatására hívták össze. A háború megindítására 1217-ben, már III. Honoriusz pápa idején került sor. Az első keresztes seregek II. András magyar király és VI. Lipót osztrák herceg vezetésével indultak el. II. András csak azért vállalta el a részvételt, mert apjának, III. Bélának halála előtt megígérte, hogy teljesíti azt a fogadalmat, amelyet még Béla tett, vagyis hogy keresztes hadjáratot vezet a Szentföldre. A magyar és osztrák sereg 1217. augusztus 23-án Spalatóban szállt hajóra, és Ciprus érintésével Akkóba hajózott. II. Frigyes német-római császár letette a fogadalmat, az indulást ellenben többször elhalasztotta, végül ő maga nem, csak I. Lajos bajor herceg parancsnoksága alatt küldött ötszáz lovagja vett részt a hadjáratban.
Jeruzsálem muszlim lakói a város falait lerombolták, hogy bevétele esetén megnehezítsék a város védelmét a keresztények számára. A keresztesek Jeruzsálem helyett azonban először Tiberiás tava környékén bocsátkoztak hadműveletbe: körbejárták a tavat és kifosztották az ottani településeket. Ezután – valószínűleg II. András részvétele nélkül – a Tábor-hegyen épült muszlim erősséget vették ostrom alá. Bár a támadás eredménytelenül, a keresztesek visszavonulásával végződött, az ajjúbida szultán néhány hónappal később kiürítette és leromboltatta az erősséget. A későbbiekben 500 magyar lovas vállalkozott arra, hogy kifüstöli az aszaszinokat egyik erődjükből, a kísérlet azonban kudarcba fulladt, és a hadműveletből csak 3 katona tért vissza.
II. András király aztán 1218-ban, mivel rossz híreket kapott otthonról, hazatért seregével, néhány magyar katona azonban önként ottmaradt és részt vett a további harcokban.
A keresztes seregek ezután a Nílus deltájában található Damietta egyiptomi kikötővárost vették ostrom alá abban a reményben, hogy Damiettából kiindulva elfoglalhatják Egyiptomot, majd Palesztinát és végül Jeruzsálemet is. 1219-ben Assisi Szent Ferencnek néhány szerzetestársával sikerült áthajóznia Szíriába, ahonnan Egyiptomba érkezett. Ott al-Kámil (Melek-el-Kamel) szultánnal többek között a békéről is tárgyalt. Több ferences legenda is született a szent egyiptomi útjáról, de a szultán előtti sikeres prédikáció és a tűzpróba legendájának történeti hitelessége kérdéses, bár az eset megtörténte sem zárható ki. A szultán békeajánlatában szerepelt többek között Jeruzsálem átadása, a Jordánon túli területek várairól ugyanakkor nem mondott volna le. A keresztesek elutasították az ajánlatot; és nem sokkal később bevették Damiettát.
1221 júliusában a keresztesek támadásba lendültek Egyiptom ellen, ám ekkor al-Kámil segítséget kapott testvérétől, Damaszkusz urától, és visszavonulásra kényszerítette a kereszteseket. Az elvonulás fejében a keresztények lemondtak Damiettáról és nyolc évre szóló fegyverszünetet kötöttek az egyiptomi szultánnal. Az V. keresztes hadjárat így sikertelenül végződött.

## VI. keresztes hadjárat (1227–1229)

### Előzmények
II. Frigyes német-római császár még 1215-ben, koronázásakor fogadalmat tett egy Jeruzsálem felszabadítására indítandó keresztes háború vezetésére. Miután ebbéli fogadalmát az V. keresztes háború idején nem tartotta meg, a keresztények nagy része a kudarcért személy szerint őt tette felelőssé.
1223-ban a ferentinói zsinaton a pápa jelenlétében Frigyes újra fogadalmat tett a keresztes háború megindítására.

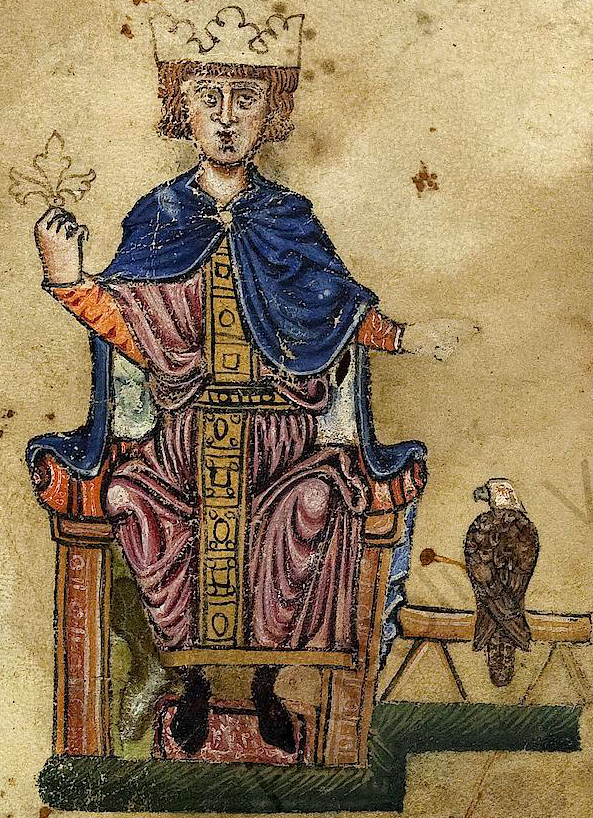
II. Frigyes német-római császár

Frigyes igyekezett helyreállítani tekintélyét. Ehhez kapóra jött, hogy a jeruzsálemi királyi trón megüresedett, ezért II. Frigyes 1225-ben Brindisiben feleségül vette a Jeruzsálemi Királyság régense, Brienne-i János leányát, Jolántát. A házasság nagyon rövid ideig tartott: Jolánta a következő évben megszülte Konrádot, majd a szülés után 6 nappal meghalt. Ezzel II. Frigyes elvesztette jogát a jeruzsálemi trónra.
1227-ben végre útnak indultak a keresztes seregek a Szentföld felé. Brindisiben maláriajárvány tört ki a seregben, amely magát II. Frigyest is megbetegítette. A keresztes hadjárat újabb elhalasztását IX. Gergely pápa nem tűrhette és II. Frigyest a hír hallatán kiátkozta. A császár kiátkozásának hírére seregeinek egy része visszafordult.

### A szentföldi események
1228. június 28-án végül a keresztes hadak útra keltek. Első állomásuk Ciprus szigete volt, mivel a ciprusi király jog szerint II. Frigyes hűbérese volt. Ciprus királya ekkor a gyermek I. Henrik volt, és nemesei attól tartottak, hogy Frigyes megteszi magát Ciprus régensének. Így Frigyes támogatás helyett komoly ellenállásba ütközött, ami tovább késleltette az utat. Végül 1228 szeptemberében szálltak partra a keresztesek Akkóban.[forrás?]
Időközben azonban újabb pápai átok sújtotta Frigyest. Ennek az átoknak a híre a császárral egy időben ért Akkóba. Az újabb kiátkozást hallván a teuton lovagokat kivéve a keresztes lovagrendek is elfordultak II. Frigyestől.
A Jeruzsálemet birtokló Kámil szultán ez idő tájt komoly konfliktusban állt Damaszkusszal, és bár Frigyes tett néhány kísérletet, hogy maradék seregével megütközzön a szultán hadaival, az kitért az ütközet elől. Végül 1229 februárjában II. Frigyes és Kámil békét kötött.
A béke értelmében a keresztények visszakapták Jeruzsálemet, Betlehemet, Názáretet, Montfort és Toron várát, valamint Jaffát.
II. Frigyes 1229. március 17-én vonult be Jeruzsálembe. A jeruzsálemi pátriárka azonban a várost egyházi tilalom alá vonta, így nem volt egyházi személy, aki hajlandó lett volna Frigyest Jeruzsálem királyává koronázni. Frigyes kénytelen volt önmagát Jeruzsálem királyává koronázni, majd 1229. május 1-jén elhagyta a Szentföldet.
A VI. keresztes hadjáratnak harcok nélkül sikerült elérni azt, amit a megelőző keresztes hadjáratoknak véres harcok árán sem: hogy Jeruzsálem ismét keresztény legyen. Azonban ez nem békítette meg sem a katolikus egyházat, sem a szentföldi lovagokat, akik nem voltak hajlandók a császár hűbéri fennhatóságát elfogadni. A helyi nemesek a várost megvédeni önmagukban képtelenek voltak, így a megkötött béke addig tartott, amíg azt a muszlimok önként betartották.
A megkötött békét a keresztesek megszegték, ezért 1241-ben a muszlimok megszállták Jeruzsálemet. A keresztesek ellenállásra sem gondoltak, mivel a város falai szinte teljesen romokban voltak. A muszlimok folytatták az előrenyomulást nyugat felé és 1247-ben már Askelónt is elfoglalták.

## VII. keresztes hadjárat (1248–1254)

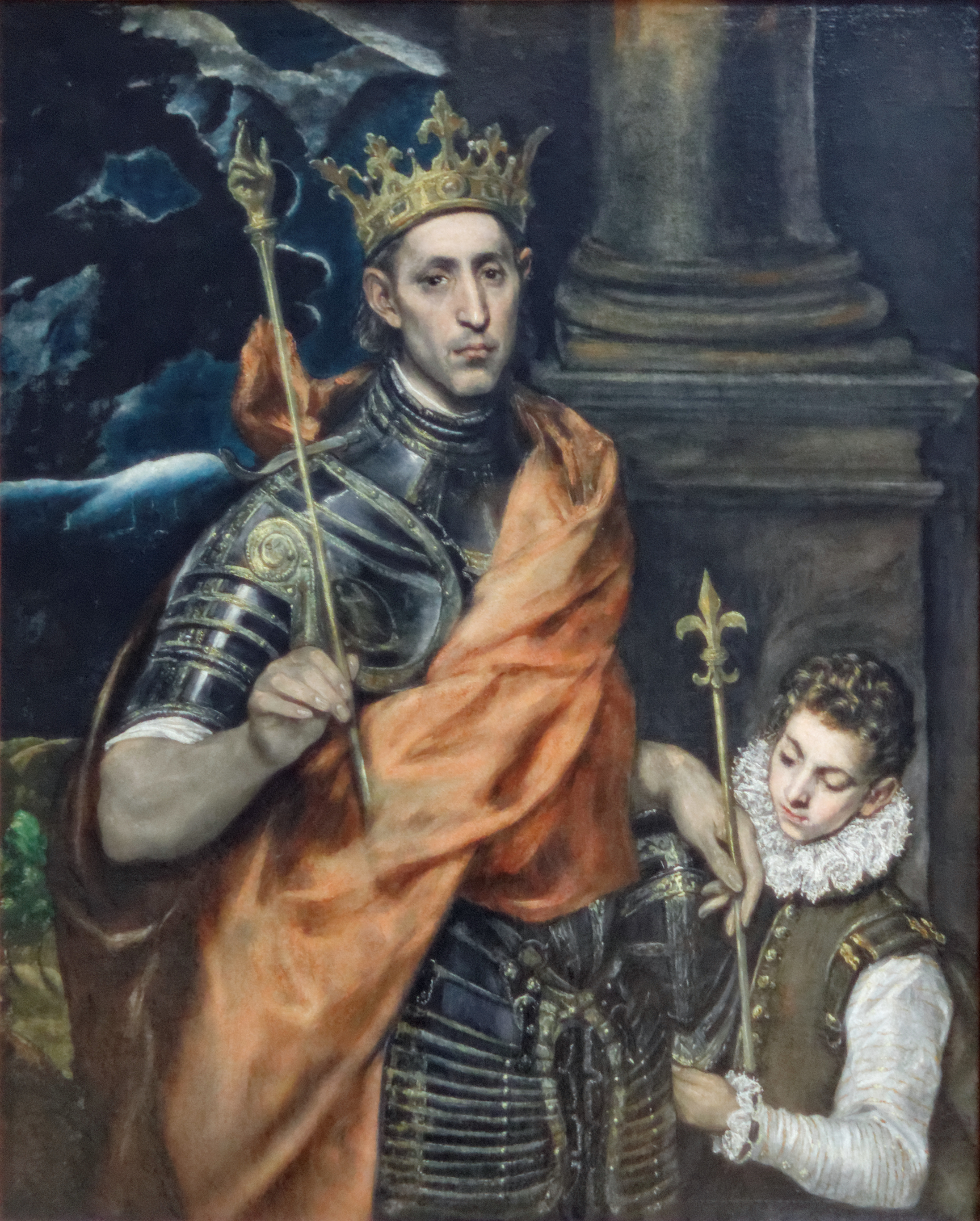
El Greco: Szent Lajos király (Musèe du Louvre, Párizs)

A VII.és VIII. keresztes háború, a nagy keresztes hadjáratok közül az utolsók IX. (Szent) Lajos francia királyhoz kapcsolódtak.
A XIII. században a keresztes hadjáratok már elvesztették korábbi jelentőségüket. Az uralkodókat csak vonakodva tudta a pápa rábírni a keresztes hadjáratokra. Az utolsó uralkodó, aki még szívesen ment a Szentföldre, IX. Lajos francia király volt, aki 1244-ben egy súlyos betegsége idején megfogadta, hogy, ha felépül, keresztes hadjáratot vezet a Szentföldre.
IX. Lajos nagy kísérettel, többek között a királynéval, két testvérével és más rokonaival 1248 augusztusában szállt hajóra Aigues-Mortes-ban. Szeptember 18-án érkeztek Ciprus szigetére. Itt Henrik, Ciprus királya fogadta őket. IX. Lajos a templomos lovagok nagymesterével és több palesztinai hűbérúrral tanácskozást tartott, és a tanácskozáson Egyiptom megtámadását jelölték ki mint elsődleges feladatot. A télre való tekintettel a seregek Cipruson maradtak és csak a következő év májusában indult meg a támadás Damietta ellen, amelyet június 8-ra sikerült bevenniük, majd 1250-ben ostrom alá vették a stratégiailag fontos Manszúra erődöt. A sereget azonban időközben skorbut és vérhas kezdte tizedelni. Emiatt Lajos félbehagyta az ostromot és megkezdte a visszavonulást. Lajost és seregét azonban bekerítették, ezért a sereg kapitulált és fogságba estek. Hatalmas váltságdíj ellenében nyerte vissza szabadságát 1250 májusában és egyúttal addigi hódításait is kénytelen volt visszaszolgáltatni.

## VIII. keresztes hadjárat (1269–1272)

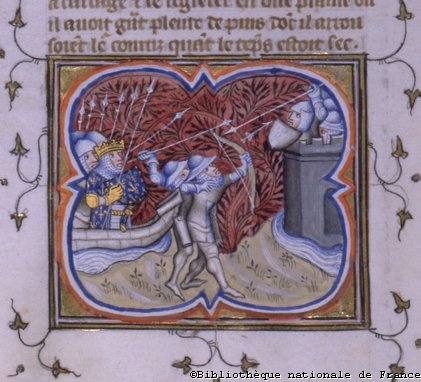
Tunisz ostroma

IX. Lajos 1269-ben indította meg a VIII. keresztes hadjáratot a tuniszi emír ellen, aki, habár jóindulattal viseltetett a keresztények iránt, befogadott udvarába néhány szicíliai menekültet, akik Lajos fivére, I. Károly szicíliai király ellen vezettek lázadást. Lajos Július 1-jén indult hajókkal Észak-Afrika irányába. Tunisz elfoglalása esetén sikerült volna Egyiptomot két tűz közé szorítani a keresztes államokkal közösen. Tunisz elfoglalása után azonban a táborában vérhas járvány ütött ki, melyben Lajos megbetegedett és meghalt. A trónörökös, Fülöp azonnal hazautazott és nagybátyját, Károlyt bízta meg a béke megkötésével. A keresztesek a béke értelmében visszaadták Karthágót és hazahajóztak Franciaországba, így az utolsó keresztes hadjárat is kudarcba fulladt.

## A keresztes államok bukása
Ezt követően gyors ütemben folytatódott a keresztes államok hanyatlása, mivel már egy keresztény uralkodó sem küldött segítséget a szorongatott kereszteseknek. Legelőször az Antiochiai Fejedelemség szűnt meg létezni, mivel 1268-ban az egyiptomiak Bajbarsz szultán vezetésével elfoglalták Antiochiát és vele egész Észak-Szíriát. Ezt követte a Tripoliszi Grófság bukása. Az egyiptomiak 1271-ben ostrom alá vették a Krak des Chevaliers várat, melynek őrsége szabad elvonulás fejében április 8-án átadta a várat. A legjelentősebb keresztes erőd elveszítése megpecsételte a keresztes államok sorsát. Az egyiptomiak ezentúl innen intézték támadásaikat a még keresztény fennhatóság alatt levő területek ellen és sorra megszállták azokat. 1289. április 26-án elesett Tripolisz. Tripolisz utolsó grófja, I. Lúcia ekkor Ciprusra menekült. Ekkor már csak egy jelentős erőd volt a keresztesek kezén, Akko, amelynek a meghódítására 1291-ben indultak a muszlimok. A vár hosszú ostrom után elesett, amelynek "örömére" a muszlimok nagy mészárlást vittek végbe a város keresztény és zsidó lakossága körében, valamint lefejezték az összes fogságba került keresztes vezért, többek között a templomos rend nagymesterét, Guillaume de Beaujeu-t is. II. Henrik jeruzsálemi és ciprusi király Ciprusra menekült és haláláig megtartotta királyi címét. Halála után a ciprusi királyok viselték a "Jeruzsálem királya" névleges címet, valamint a nápolyi királyok is igényt tartottak erre a címre. II. András magyar király az V. keresztes hadjárat után szintén felvette ezt a címet, és őt követve egészen 1918-ig mindegyik magyar király viselte. A magukat jeruzsálemi királyoknak valló uralkodók közül azonban csak egyedül I. Péter ciprusi király tett kísérletet Jeruzsálem visszafoglalására, azonban serege még csak a Szentföldig sem tudott eljutni.

## Későbbi kisebb keresztes hadjáratok
A Szentföldre irányult hadjáratokban való részvétel iránti általános lelkesedés a 13. századtól már lelohadt, mert a hadjáratok "érdemét" otthon is meg lehetett szerezni az eretnekek elleni háborúban, vagy pedig a pápától pénzen is meg lehetett váltani. 
A kisebb keresztes hadjáratoknak számbavétele igen nehéz. Számuk meghaladja a félszázat. A szakirodalom "kései keresztes hadjáratok" néven ismeri őket. Ide számítják a teuton lovagok által a Baltikum meghódítására folytatott hittérítő háborúkat.
A pápa felkérésére a 13. században a magyar királyok is több hadjáratot indítottak a boszniai bogumilok ellen.

## A hadjáratok értelmezése és értékelése a történelem folyamán
A keresztes hadjáratok megítélése koronként eltérő. A források értelmezésekor figyelembe kell venni, hogy hol, mikor, ki által és kinek az érdekében íródtak azok. Más értelmezést adott a keresztes hadjáratokra I. Alexiosz bizánci császár  – akinek álláspontját a XII. század közepén lánya, Anna Comnena által írt Alexiád mutatja be –, aki a keresztesekkel szemben meglehetősen bizalmatlan volt. Más volt a nézőpontja természetesen  a rúmi szeldzsuk szultánnak, Kilidzs Arszlánnak (1079–1107), más  a keleti őshonos keresztényeknek, különösen az örményeknek, és a Földközi-tenger keleti részén fekvő muszlim fejedelemségek népeinek.  A felsorolás nem lenne teljes azoknak a népeknek a megítélése nélkül, amelyek földjén a keresztes lovagok kelet felé vezető útjuk során áthaladtak. Különösen érintették a keresztes hadjáratok a zsidókat, akik Remete Péter követőitől sokat szenvedtek. 

### Középkor
A középkori társadalom hitt a katolikus egyház propagandájában, a szent háború eszméjében és abban, hogy ha Szent Sírt és a Szentföldet visszaszerzik, akkor bűnbocsánatot nyernek  és ha a résztvevő elesik a harcban, akkor a mennybe jut – ahogy az egyház és a pápa ezt ígérte nekik. Az iszlámban a pogányságot látták és a Szentföldet fel akarták szabadítani a Sátán kebeléből. Sokan a hadjáratokat misszionárius útként fogták fel. A laikusok „szent feladatot” végeztek, mert hitték, hogy a templom és a kolostor mellett a fegyverfogás is egy lehetőség, hogy életükkel a „Mennyei Királynak” szolgáljanak.
Később, a hadjáratok bírálata a reneszánsszal és a humanizmussal kezdődött el.

### Reformáció
A reformáció során a keresztes hadjáratokhoz való hozzáállást a vallási viták és az oszmán terjeszkedés alakították ki.
A hadjáratok protestáns értelmezését Luther Márton indította el, aki szerint az Európa elleni oszmán előrenyomulást a XVI. században isteni büntetés volt a katolikus egyház bűneiért. Ezt írta: "A török ellen harcolni annyi, mint az isteni ítélet ellen harcolni, melyet Isten bocsát le ránk, rajtuk keresztül." Később, amikor a török elérte Bécs kapuit (1529), megváltoztatta nézetét, és éppenséggel arra szólította fel a hercegeket, katolikust-protestánst egyaránt, hogy együtt harcoljanak a török támadók ellen. Persze ez nem jelentette azt, hogy a keresztes hadjáratot akart volna: "Ha beosztásomban katona lennék és látnám a harcmezőn egy pap zászlaját vagy keresztjét, még ha maga a feszület volna is, úgy kéne elszaladnom, mintha maga az ördög üldözne!"
John Foxe angol történész és martyrológus szintén a katolikus egyház bűneit hibáztatta a hadjáratok kudarcáért. Elítélte a hadjáratok alkalmazást azok ellen is, akikről úgy vélte, hogy megtartották hitüket (albigensek, valdensek).

#### Felvilágosodás
A felvilágosodás évszázadának történészei és filozófusai – Gibbontól és William Robertsontól Hume-ig és Voltaire-ig – a keresztes hadjáratokat a fanatizmus és téboly kétségbeejtő fellobbanásaként jellemezték. Ezzel a megítéléssel, ha árnyaltabban is, sok mai szerző ugyancsak egyetért.
A felvilágosodáskori gondolkodás az élet minden területére kiterjedve hasonló világnézetet mutatott fel (Nagy Enciklopédia). A keresztes hadjáratokat az akkori értelmiség "nem a saját jogán vette figyelembe, hanem mint egy eszközt, amivel a vallással és a történelmi (civilizációs) fejlődéssel kapcsolatban lehetett érveket megfogalmazni". Szintén a felvilágosodással kezdődött el, hogy a keresztes hadjáratokat a felvilágosodás korának (modern) nézőpontjából kezdték el kommentálni (a vallásszabadság, véleményszabadság stb) szemszögéből.
A hadjáratok felvilágosodás kori legfőbb kritikusai a francia Voltaire és Diderot, valamint az angol David Hume és Edward Gibbon voltak. Voltaire egész életében harcot folytatott a diktatórikus egyházzal, szatírák és pamfletek formájában. Egy 1751-es tanulmánya szerint a keresztes hadjáratok "a düh járványai voltak, melyek 200 évig tartottak, és amelyekben az összes kegyetlenség, az összes álnokság, az összes kicsapongás, és az összes ostobaság előfordult, amelyre az emberi természet képes." Írásai alapján a hadjáratok "veszteségesek, értelmetlenek, a túlzó világi hatalomra törő pápai ambíciók által tönkretettek voltak, példái a középkor maró (korroziv) fanaticizmusának."
Diderot is a hadjáratokat negatív fényben látta, és Európa kirablását kérte rajtuk számon. E "szörnyű háborúk" eredménye "elnéptelenedett nemzetek, meggazdagodott kolostorok, elszegényedett nemesek, tönkrement egyházi fegyelem, megvetett mezőgazdaság, szűkös készpénz, és végtelen viszontagságok" voltak. Diderot alapján a hadjáratok barbár vállalkozások voltak, melyekben az egyház európai lovagokat küldött "hogy elvágják az ott lakók torkát és megszerezzenek egy sziklás csúcsot (Jeruzsálem), ami egy csepp vért nem ért meg".
Hume alapján a muszlim világ felsőbbrendű volt "tudományban és humanitásban", a keresztes hadjáratok pedig "az emberi ostobaság legmaradandóbb emlékművei, amelyek bármely korban vagy nemzetben történtek".
Gibbon szerint, – kortársaihoz hasonlóan, – a hadjáratok kizárólag negatív eredményeket hoztak. Eszerint a keresztesek tudatlan és babonás bűnözők voltak, akiket az egyház manipulált.

#### Modern történetírás
A felvilágosodás kori megítélésével, ha árnyaltabban is, sok mai szerző ugyancsak egyetért. Runciman szerint "a fennkölt eszményeket bemocskolta a kegyetlenség és a kapzsiság, a vállalkozó szellemet a vak és korlátolt önelégültség." Modern újdonság azonban, hogy a keresztes hadjáratokat többnyire a kereszténységen belüli konfliktus miatt értékelik nagyon negatívan, pl. Bizánc 1204-es kifosztása miatt, holott a vállalkozás eredetileg bizánci segélykérésre indult. Ugyancsak lényegessé vált a negatív ítélet kimondásában a zsidóságnak okozott rengeteg szenvedés. Ugyanakkor van, aki a keresztes hadjáratoknak tulajdonítja, hogy évszázadokra megállították az iszlám hódító, fegyveres terjeszkedését, és ennyiben jogos, védelmi célú hadjáratokról ír.
A mai történészek alapján a keresztes hadjáratoknak számos oka volt:
- a vallási fanatizmus [56][80]
- az iszlám megdöntése és a kereszténység kiterjesztése [10][42]
- a (nagy egyházszakadás utáni) kettészakadt kereszténység egyesítése [98]
- a pápaság világuralmi igénye és tervei [99] (→ Res publica Christiana)
- az anyagi érdekek (birtok- és vagyonszerzés, a kereskedelem fellendítése, a csapatok felszerelése és szállítása) [23][77]
- a feudális társadalom belső feszültségeinek levezetése (Európa túlnépesedése stb.)[100]

#### A keresztes hadjáratok muszlim értelmezése
A muszlim történetírás jelentőséget tulajdonít a közel-keleti eseményeknek, az úgynevezett latin Kelet létezésének, elsősorban a keresztesek és a muszlimok közötti "hidegháborús" viszonyok kialakulása, a kereskedelmi útvonalak veszélyeztetettsége és a muszlimok megalázottságának tudata miatt.
A "keresztes hadjáratok" megnevezés, azaz  hurub al-szalibijja, amit a modern muszlim történetírók ma használnak, a korabeli szerzők számára még ismeretlen volt. Ők a kereszteseket még etnikai kifejezéssel,  frankokként   említették. A hurub al-szalibijja  úgy tűnik, hogy az oszmán korszakban jelent meg a francia kultúra által befolyásolt keleti keresztény körökben. 
A keresztes háborúk eszmei hátterét a muszlim elnyomás alatt élő hittársak felszabadításának és védelmének a gondolata adta. Ez alapvetően különbözött a muszlim dzsihádtól, hiszen elméletileg nem a hit terjesztéséért folyt a háború. A gyakorlatban  azonban a keresztesek Nagy Károlytól kezdődően térítő jelleggel léptek fel, így átvették a dzsihád ideológiai eszköztárát akkor, amikor a térségben a muszlimok a dzsihádnak már csak az emlékét őrizték. Bár a rúmi szeldzsukok Kis-Ázsiában szent háborút hirdettek a gázi  harcosaik bevetésével – ami a bizánci kereszténység számára okozott később katasztrófát –, Palesztinában az őshonos keresztények viszonylagos szabadság mellett éltek, és a zarándokokat sem háborgatták. 
A keresztes hadjáratok a muszlim Közel-Keletet a megosztottság és a széthúzás állapotában találták, kezdeti sikerüket elsősorban ez tette lehetővé. Az iszlám–keresztény együttműködésre számos példa létezett, például Szíriában, ezért a frank invázió esetében, amely sok muszlim számára halált vagy száműzetést hozott Szíria-Palesztinában, a kisebb törzsfőnökök jelentős része azt feltételezte, hogy alkalmazkodni lehet a kialakult háborús övezet viszonyaihoz. A frankok és muszlimok közötti kölcsönös kereskedelem a háborúval párhuzamosan létezett, csak Alexandria helyett Akkó lett a földközi tenger egyik legnagyobb nemzetközi kereskedelmi központja.  Az együttműködést nehezítette, hogy a  fokozatosan kibontakozó muszlim vallási fanatizmus engesztelhetetlen hívei cinkosokként bélyegezték meg a frankok közelében élő heterodox és megalkuvó muszlim lakosságot.
A muszlimok, hogy ezzel is békétlenséget szítsanak a frankok ellen, támogatták a görögkeleti egyházat, valamint a zsidókat, akik panaszkodtak a keresztesektől elszenvedett bánásmódra.  Mivel a frankok hosszú távon képtelenek voltak megszerezni a  kizárólagos vezetést a térség felett, ők is felbujtóként léptek fel a muszlim területeken élő keresztények között. A keresztesek alatt élő muszlimok helyzete a frankok által uralt területeken szintén meglehetősen rossz volt, több településen nem engedélyezték mecsetek építését és a kádi jelenlétét. 
A Szentföldön őshonos keresztények helyzete a keresztes háborúk alatt eleinte nem sokat változott.  A legnehezebb helyzetben a maroniták voltak, ez a tiszta libanoni kisebbség, akik a frankok területén éltek és a  római egyház fennhatóságához tartoztak. Ők többségében a frankokkal is keveredtek. A muszlim támadások során bűnrészesség gyanújába keveredtek, ezért a mamlúkok a partmenti városok maronita körzeteit durva támadások során kiürítették. Az örményeket a mongolok szállásadóinak tartották és bár politikailag a keresztény Nyugathoz kötődtek és  a kereszteseket támogatták is, kilikiai királyságuk a muszlimok keményebb fellépése következtében elpusztult.
A közvetlenül fenyegetett  muszlim közösségek, akiket feldühített a Szírián és Palesztinán túli muszlimok közömbössége a frank terjeszkedéssel szemben, összefogást sürgettek.
Az ellenállás gerincét a frankok közvetlen szomszédai adták, csatlakoztak a sivatagi és városi arabok, törökök a Szeldzsukok alatt létrejött hivatalos hadseregekből,  de szent háborúra (ghazvára) kész türkmének, kurdok is, akik a törökök ellen nem sokkal korábban még harcoltak.  A mérsékelt síiták, sőt néha még a Fátimidák is a közös ellenséggel szemben a szunnita török fejedelmek mellé álltak, ezért vallási szempontból a frank fenyegetés minden bizonnyal hozzájárult – anélkül, hogy kizárólagos oka lett volna – a szunnizmus fejlődéséhez, amely akkoriban volt  kialakulófélben az iráni-mezopotámiai szeldzsuk területeken.  A szunnita ortodoxia kibékíthetetlen ellenfelei, az aszaszinok azonban nem csatlakoztak ehhez a szövetséghez, sőt néha még össze is játszottak a keresztesekkel. Nem csatlakozott rajtuk kívül néhány olyan muszlim csoportosulás sem, amely élhetőnek találta azt a gazdasági környezetet, amelyet a frankok alakítottak ki a Szentföldön. Sokan úgy gondolták, hogy a békés egymás mellett élés kísérlete kevésbé veszélyes mint a folyamatos hadakozás. Néhány helyi törzsfőnök pedig nem akart támogatni olyan koalíciót amely az akkoriban feltörekvő erős hatalmi központok uralmát, például Zangi, Núr ad-Dín és Szaladin törekvéseit tovább növeli. A muszlim világ akkori erős uralkodói ugyanis korán felismerték, hogy hosszú távon a térség irányítását a keresztesek elleni sikeres fellépést követően magukhoz ragadhatják. A három feltörekvő muszlim vezető közül Szaladinnak volt meg a hatalma és lehetősége hogy önálló és maradandó dinasztiát teremtsen (Ajjúbidák). Ebben az időszakban emelkedett ki Szíria, amely a muszlimok egyfajta hátországát adta damaszkuszi központtal, majd később a mamlúkok uralta Egyiptom, amely úgy kulturális mint hatalmi szempontból váltotta a kalifátus addigi székhelyét, Bagdadot.
Bár a dzsihád harci felfogásával kapcsolatos értelmezések ebben az időben megszaporodtak, igazi ideológiai szemléletváltás muszlim oldalról nem következett be. A frankok elleni reakció nem indított el eszmei mozgalmat a muszlimok között,  ez annak tudható be, hogy az iszlám már nem növekedési fázisban volt és a konfliktus területileg is az iszlám hódításokhoz képest kisebb térségre szorítkozott. Nem születtek a szent háborúról szóló, a hódításokhoz kapcsolódó tanulmányok vagy a hódításokról szóló eposzok sem. Nem jöttek létre Bizánc-ellenes háborúkhoz hasonló népszerű művek, amik ideológiai támogatást nyújtottak volna a muszlim harcosoknak. Szaladin ügyesen kihasználta a nyugati keresztények és a bizánciak közötti ellentétet és igyekezett is kijátszani őket egymás ellen, de a muszlim világ keleti és nyugati része között nem jött létre olyan jellegű egység, mint amit a keresztesek a Szentföld visszaszerzése érdekében fel tudtak mutatni. A kisázsiai törökök, akik inváziójukkal eredetileg előmozdították a keresztes hadjáratok létrejöttét, nem sok érdeklődést mutattak a szíriai területek iránt  (számukra elsősorban Bizánc volt a fő ellenség), de a kalifátus se foglalkozott hatékonyan a keresztesek betörésével.
Szaladin halála után a muszlimok egy csoportja a kereskedelmi kapcsolataik bővítése érdekében inkább érdekelt volt egy békésebb együttélésre a keresztesekkel. A keresztesek szintén hajlottak a megegyezésre, mivel magukra hagyva érezték magukat a nyugati hatalmaktól távoli mediterrán térségben. Ebben a politikai közegben került sor al-Kámil részéről a muszlimok szempontjából botrányosnak tartott egyezségre, amikor al-Kámil – bizonyos fenntartásokkal – visszaszolgáltatta Jeruzsálemet a kereszteseknek.
Az eközben kialakult geopolitikai helyzet a mindkét fél számára  sokkal veszélyesebb mongol inváziónak ágyazott meg, amely gyakorlatilag maga alá  gyűrte nemcsak az iszlám világ nagy részét, de a keresztesekkel folytatott háborúk színterét is komolyan veszélyeztette.

### A hadjáratok hatása
A keresztes hadjáratok két évszázadnyi küzdelem után látszólag eredménytelenül zárultak. Valójában a hadjáratoknak voltak pozitív és negatív hatásai is.
Negatív hatások:
- Az erőszak és a kegyetlenkedések, a gyilkolások, rablások és pusztítások a keresztények, muszlimok és zsidók közötti viszony megromlását okozták.
- Az eretneknek kikiáltott katharok ellen vezetett „szent háborúnál” szabályos népirtás volt.[101][102] Emellett az akkori Európa egyik legvirágzóbb részét pusztították el.[23]

Pozitív hatások:
- A hadjáratok alatt fejlődött a kereskedelem Kelet és Nyugat között, az arabok közvetítésével számos keleti fűszer, növény, találmány került át Európába.
- Átvették az arab számokat, amely segítette a matematika fejlődését.
- A görög nyelv újra ismertté vált Nyugaton, így az arisztotelészi filozófiát újra elkezdték használni, és az Újszövetséget eredeti nyelvén tudták használni.[79]

Európa megismerte az arab és zsidó filozófusok munkáit, Avicennának és Averroësnek a Korán mind tökéletesebb megértésére irányuló törekvéseit az arisztotelészi filozófiai eszmék segítségével, Maimonidész és más zsidó filozófusok Arisztotelészre támaszkodó istenérveit stb.
- A lovagok és katonák arab és török hangszereket hoztak haza a Közel-Keletről. A késő európai középkor tele volt új, továbbfejlesztett, arab eredetű hangszerekkel; a vonós rebek, lantok és citerák, új típusú fúvós hangszerek, hosszú, vékony trombiták szétnyíló tölcsérrel, török sípok stb.[104]

## Utóhatások
II. János Pál pápa 2000-ben bocsánatot kért a keresztes háborúk során elkövetett borzalmakért.

### Keresztes háborúk az irodalomban

#### Egykorú források
- Jean de Joinville: Vie de Saint-Louis (Szent Lajos élete)
- Uszáma ibn Munkidz: Kitáb al-i'tibár (Intelmek könyve)
- Geoffroy de Villehardouin: Histoire de la conquęte de Constantinople (Konstantinápoly bevételének története)
- Morea krónikája
- Gesta Francorum
- Freisingi Ottó: I. Frigyes császár tettei illetve a Chronikon
- Nogent-i Guibert "Dei gesta per Francos"
- Türoszi Vilmos: Historia Ierosolimitana
- Anna Komnéné: Alexiasz (I. Alexiosz bizánci császár életrajza lánya tollából)
- Raymond d'Aguiliers: Historia francorum qui ceperint Jerusalem
- Foucher de Chartres Gesztája

#### Szakirodalom
- Thomas Madden: Concise history of the Crusades Archiválva 2020. október 7-i dátummal a Wayback Machine-ben 2005, Rowman & Littlefield Publishers
- Amin Maalouf: A keresztes háborúk arab szemmel, Európa könyvkiadó, Budapest 1997, ISBN 963-07-6150-5
- Steven Runciman: A keresztes hadjáratok története, Osiris Kiadó, Budapest, 2002, ISBN 963-389-347-X
- James Harpur: A keresztes hadjáratok
- James Reston: Isten katonái
- Michael Foss: Az első keresztes hadjárat
- Walter Zöllner: A keresztes háborúk története, Budapest, Kossuth Könyvkiadó, 1980, ISBN 963-09-1627-4
- Áldásy Antal: A keresztes hadjáratok története. Máriabesnyő – Gödöllő: Attraktor. 2009.  = Historia Incognita III. sorozat,  16. ISBN 978-963-9857-19-3
- Barta Gábor: Keresztesek áldott népe (a Dózsa-felkelésről)
- Bozsik Jenő: Keresztes hadjáratok
- Jones, Dan: A keresztesek: A Szentföldért folytatott háborúk története. Ford. Barabás József. Budapest: Kossuth. 2020.  ISBN 9789635442034
- Pörtner, Rudolf: A Szent Sír hadművelet: A keresztes hadjáratok a legendákban és a valóságban (1095–1187). Budapest: Európa Könyvkiadó. 1985.  ISBN 963-07-3488-5
- Dr. Szántó Konrád: A katolikus egyház története, Budapest, 1974
- Marton József: A keresztény középkor, Marosvásárhely, 2005
- Bozsóky Pál Gerő: A jeruzsálemi latin királyság rövid tündöklése és hosszú haldoklása, Agapé, Szeged, 2004 ISBN 963 458 285 0
- Bozsóky Pál Gerő: A keresztes hadjáratok, Agapé, Szeged, 1995 ISBN 963 458 018 1
- Dr. Görög Ferenc: A Magyar Nemzet Története, Budapest, 1935
- Révai Lexikon III. kötet, Budapest, 1997
- Herber Attila, Martos Ida, Moss László: Történelem 3., Budapest, 2007
- Tolnai Világtörténelme, Budapest, 1909

#### Szépirodalom
- Gotthold Ephraim Lessing: Bölcs Náthán (dráma)
- Walter Scott: The Betrothed (regény)
- Walter Scott: Oroszlánszívű Richárd (korábban: A talizmán) (regény)
- Graham Shelby: Sötét lovagok
- Graham Shelby: Hiú királyok
- Torquato Tasso: Megszabadított Jeruzsálem (eposz)

#### Filmek
- Mennyei királyság